# Storia di Dorgali

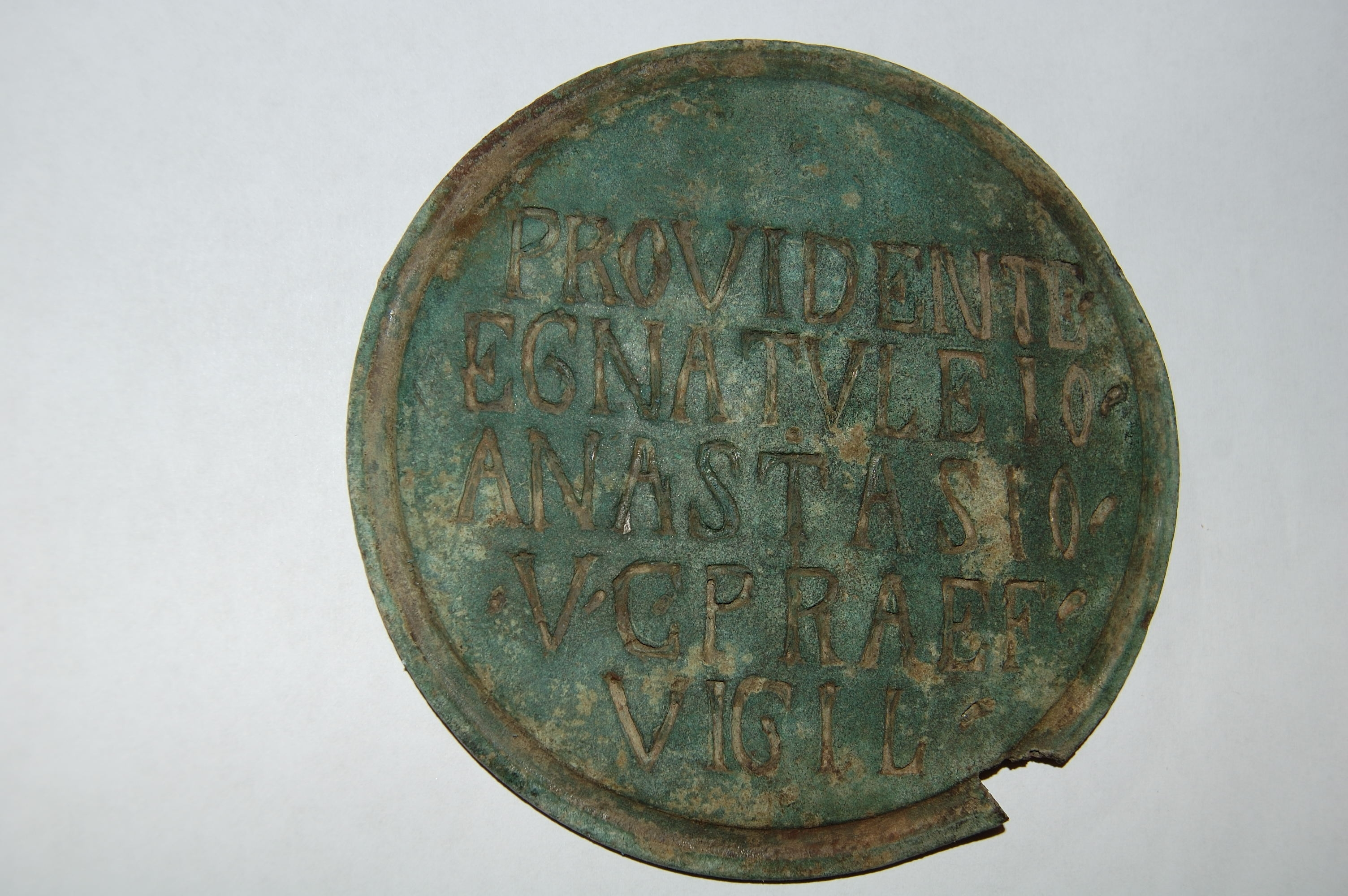
Targa della caserma dei vigiles urbani di Cares, presso Gonare che ricorda il finanziamento della caserma a cura del Prefetto Egnatuleio Anastasio nel IV secolo. Museo Civico Comunale Dorgali.

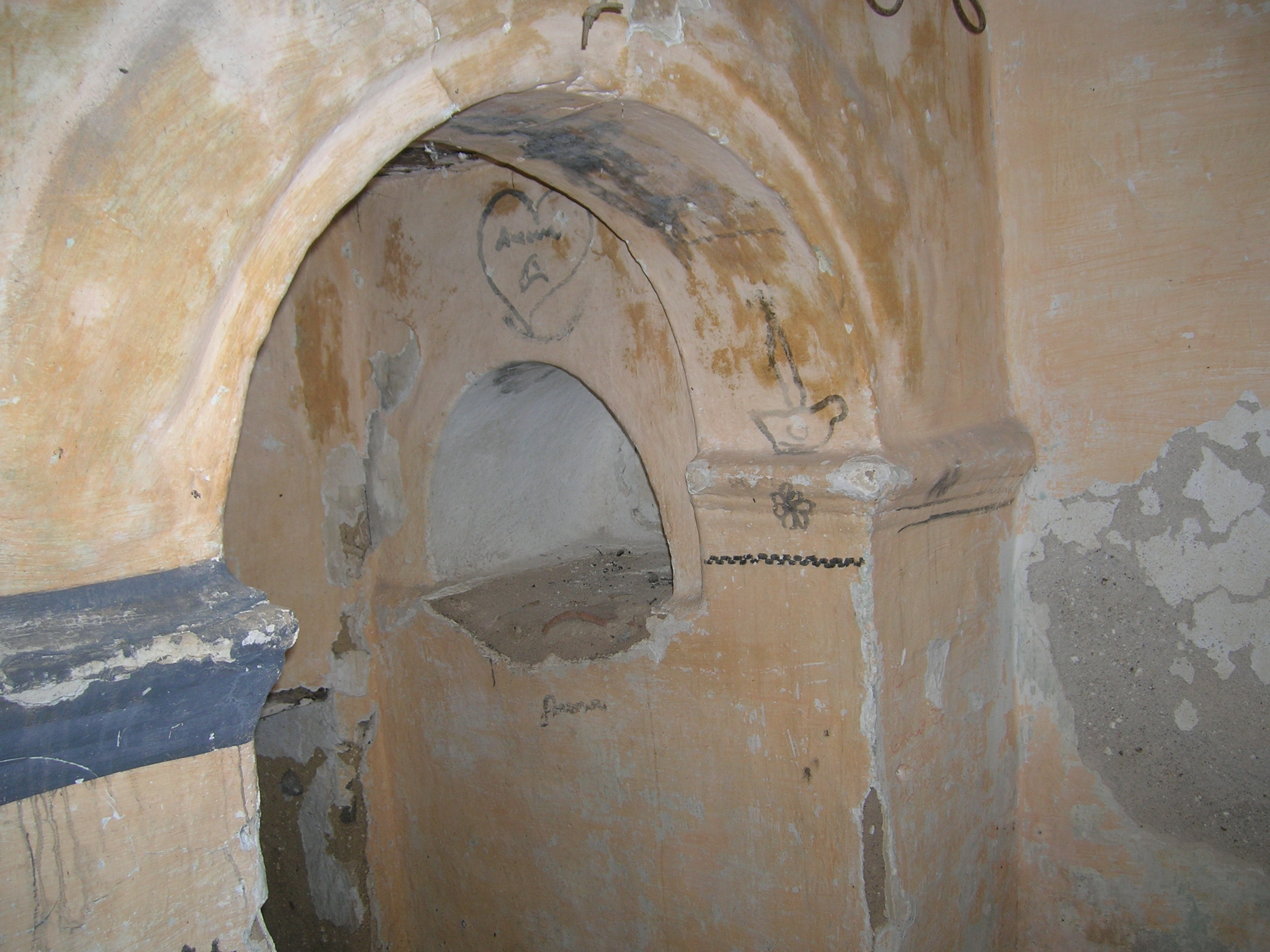
Porta murata (lato nord) dell'ex Chiesa di Santa Cecilia e di San Lamberto di Liegi del paese medioevale di Gonare. Da qui si accedeva al monastero annesso. In primo piano l'acquasantiera.

La storia di Dorgali riguarda le vicende del paese di Dorgali, in Sardegna, dalla sua fondazione sino ad oggi.

## Il periodo nuragico
Il territorio dorgalese era già densamente popolato in periodo prenuragico, nuragico, punico e romano. Il periodo prenuragico è attestato dalla presenza di numerosi dolmen, menhir e domus de janas. Durante il periodo nuragico fu interessato dalla costruzione di innumerevoli nuraghi e villaggi e tombe dei giganti. Fra i più importanti: villaggio Serra Orrios, villaggio e Nuraghe Mannu e villaggio Nuraghe Arvu  sopra Calagonone. Famose le tombe di giganti di Thomes , Biristeddi e Lottoni.

## Il periodo romano:Sulcalis,Cares, ilCastrumeViniolae
In periodo romano i centri più importanti del territorio dorgalese erano quelli di Sulcalis (o Thurcali), Cares (o Qares) e Viniolae in latino.
Successivamente, nel X secolo, scompare il centro urbano costiero di Nuraghe Mannu, Thurcali, chiamato dallo storico romano imperiale Claudianus "Cartagine Sulcos" il cui nome romano comune Sulcalis si deduce dal nome Thurcali con il quale i locali denominavano volgarmente questa città. Il porto di Thurcali era ubicato sotte le falesie di "Sos D'Orroles". Anche la vasta area di Nuraghe Arvu nella periferia di Gonone, che era ricompresa dall'area di Sulcali, era popolata in periodo romano. Sulla montagna in agro di Dorgali i passi montani carreggiabili sul Monte Santo, che dalle aree interne consentivano l'accesso all'area portuale costiera di Nuraghe Mannu, erano quelli di Monte Ruiu (poco più a Sud del passo di Irghiriai secondo accesso di Cala Gonone) e di Suttaterra. Il termine romano sulcos era riferito ai canaloni del Golfo di Orosei che fungevano da approdi. Si può ragionevolmente ipotizzare che Sulcali fosse proprio il nome volgare della città romana di Sulci Tirrena collocata nella costa orientale sarda e richiamata nelle carte medioevali con la dizione di Civita Diruta collocata quasi sempre più a Sud di Capo Comino e della foce del rio Coedrus (Cedrino).

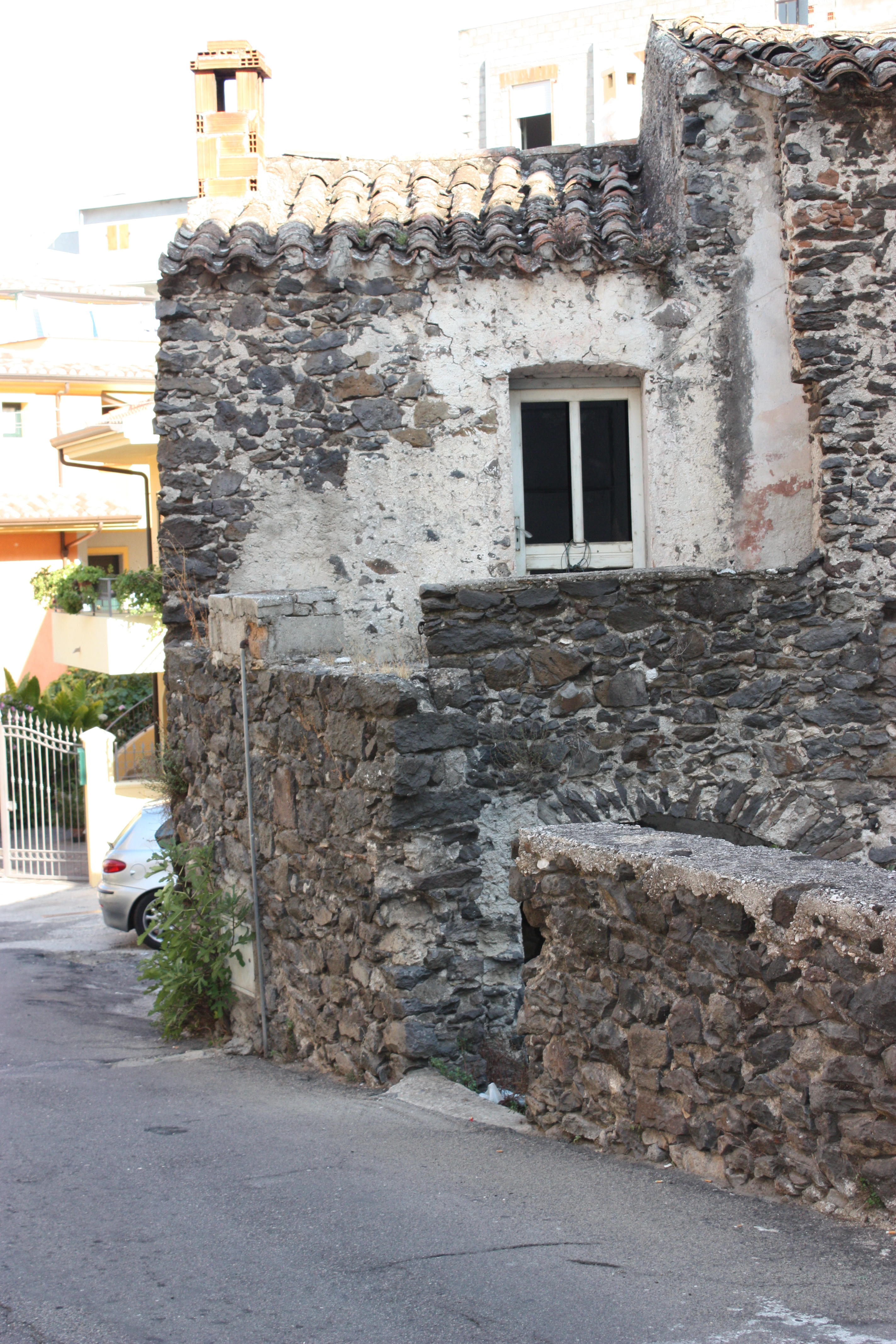
Isolato dell'Antico Lazzareto da Via Galileo

Questa antichissima realtà urbana sarda della costa orientale fu già un importante porto nuragico e cartaginese e probabilmente sede vescovile in periodo tardo imperiale. La città collassò tragicamente intorno al 700 d.C. in seguito a un sanguinoso attacco saraceno quando, secondo la tradizione locale, molta della sua popolazione fu catturata e tradotta per mare come schiava perendo quasi tutta in un naufragio al largo delle coste tunisine. Intorno alla fine del primo millennio l'esigua popolazione superstite della Sulci della costa orientale, per ragioni difensive, scelse un nuovo sito di collocazione nell'entroterra. Si trattava di un'area prossima al munito castro nell'agro di Dorgali, il "castrum" dell'esercito romano, collocato in un punto imprecisato lungo l'antica orientale sarda romana presso il paese.
Sempre in questo periodo scompare il centro urbano costiero di Cares, posto lungo l'orientale romana, i cui approdi erano invece collocati nelle insenature di Cartoe e di Osala e quindi raggiungibili senza passare le montagne. Cares (o Qares, in lingua punica) è un termine punico che ha dato origine al termine Cartoe. Il centro di Cares era collocato in un'area limitrofa alle terme romane di San Giovanni Battista, dove ora si trova la chiesa dei Santi Giovanni Battista e Lorenzo Martire. Nella valle del riu Siddai (o riu Littu), che sfocia a Cartoe, è stato ritrovato il congedo bronzeo di Tunila e la targa bronzea del IV secolo della locale caserma dei vigiles urbani romani del centro di Cares. Quest'ultima ricorda il finanziamento della caserma a cura del Prefetto dei Vigili dell'Urbe Egnatuleio Anastasio. I vigili romani erano probabilmente preposti al controllo della dogana nel passo della montagna di accesso all'area portuale di Sulcali.
Sulla orientalis romana era presente la mansio di Viniolae, a circa sei miglia romane a sud di Cares, in località Sos Mucarzos. Questa campagna veniva ancora chiamata Viniola da alcuni anziani fino agli anni novanta.

## Il periodo bizantino

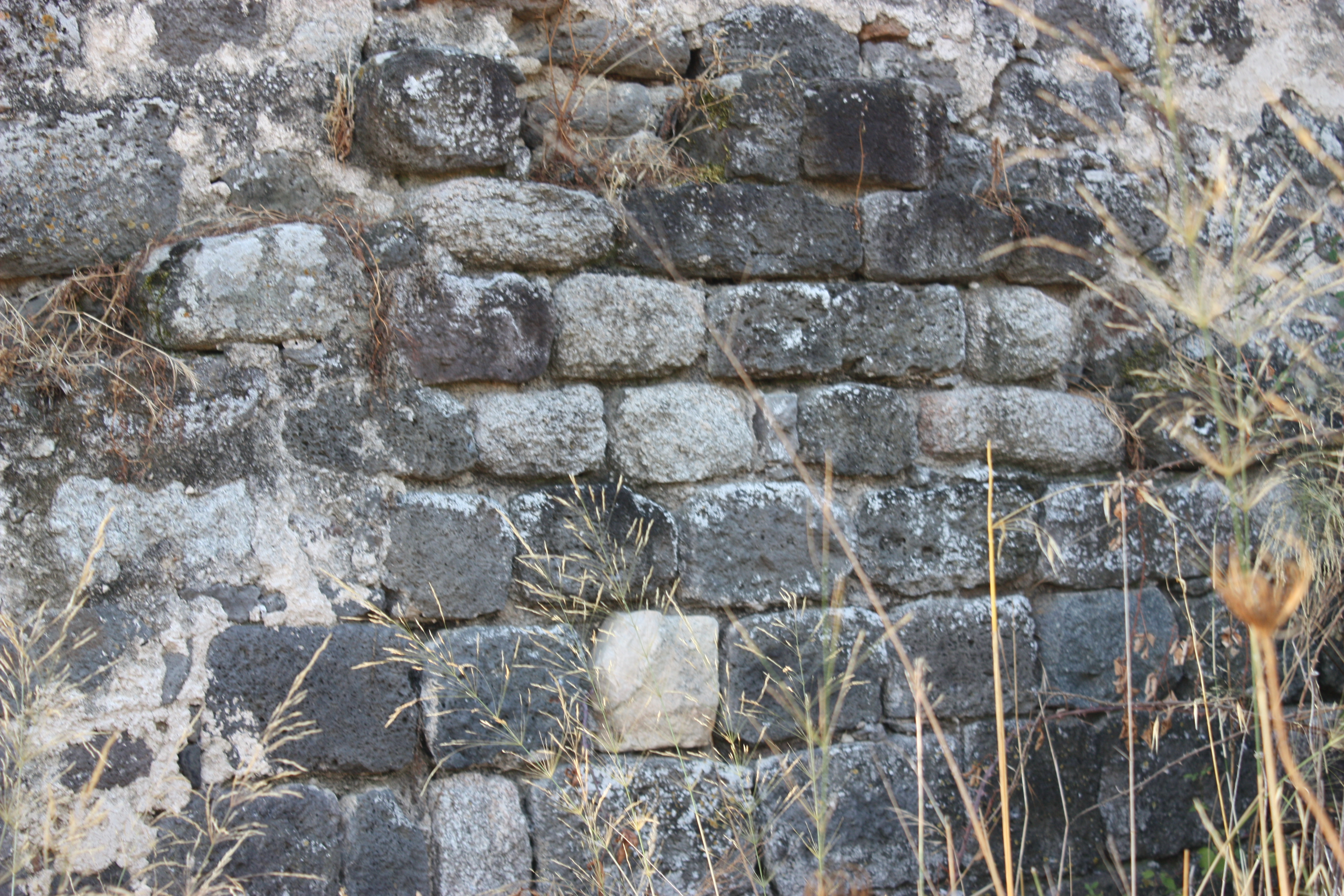
Ruderi del Canonicato di San Pietro per Iloghe (Villa di Iloi) e per Biriddo, particolare dei conci medioevali del lato ovest.

Nel V secolo crollò l'Impero romano e dopo un breve periodo di dominazione vandalica e gota subentrò la giurisdizione bizantina che, tra alterne vicende legate agli attacchi costieri dei corsari barbareschi musulmani, finì nel IX secolo.
In un documento del XVI secolo in lingua catalana si parla della chiesa dei Santi Nicola e Sebastiano di Sena (oggi scomparsa) facendo riferimento all'antico Bisbat de Dorgaly (Vescovado di Dorgali) riferito al periodo bizantino o successivamente ad un'abbazia (nullius dioecesis) che aveva giurisdizione sul territorio ed aveva un abate di riferimento cui era demandata la funzione vescovile.

## Il periodo dei Giudicati: laGallura Felix
Inizialmente la chiesa sarda era di rito greco/bizantino. Con lo Scisma d'Oriente del 1054 la Sardegna abbandonò il rito greco-ortodosso e passò al rito latino.
Fino al 1054 la Sardegna fu gestita prevalentemente da ordini monastici greci, basiliani e studiti. Ai bizantini subentrò il potere dei Giudicati.
Il papato, per latinizzare la chiesa sarda, inviò dei monaci. I primi monaci latini, arrivati nell'area di Dorgali nell'XI secolo, sono stati i vittorini provenzali di lingua occitana dell'abbazia di San Vittore di Marsiglia e di sant'Onorato dell'abazia di Lerino, benedettini cistercensi.
All'area dorgalese è ascrivibile la cessione Giudicale di Sant'Andrea di Corte e quella della Corte di Gisalle in agro di Dorgali per i vittorini nonché Santa Maria de Turris (Torraie), oggi Santu Cristos, in agro di Galtellì per i lerinensi. Seguirono i cistercensi di San Giovanni del Giglio (Santu Juanni "Su Lillu", Il comune del Giglio è in Provincia di Livorno) e San Felice di Vada (comune di Castiglion della Pescaia in provincia di Livorno), che dipendevano dall'abbazia delle Tre Fontane di Roma.
L'area geografica dorgalese costituiva in ultima epoca giudicale la propaggine più meridionale del Giudicato di Gallura. La più antica affiliazione al Giudicato di Arborea fu preceduta dall'appartenenza nel XII secolo al Giudicato Unitario di Torres-Arborea che successivamente si scisse in due giudicati e perse i territori della Sardegna orientale conquistati dai pisani per la Gallura.
La parte più meridionale del giudicato gallurese nella quale erano ricomprese le attuali Baronie e quindi anche Dorgali costituiva la Gallura Felix e cioè la parte più ricca d'acqua e quindi la parte più ubertosa dal punto di vista agricolo.

## La dominazione pisana
Il Giudicato di Gallura fu protettorato della Repubblica di Pisa; il primo giudice fu Manfredi, un cittadino pisano.
Dorgali fu occupato dalle truppe della Repubblica di Pisa nel XIII secolo che procedevano per occupare il Giudicato di Cagliari sotto il comando di Lamberto Visconti, un nobile pisano che sposò, nel 1206, Elena di Gallura.
Secondo la tradizione, Elena fece restaurare la chiesa di Sant'Elena di Scopeta sull'omonimo colle (oggi allo stato di rudere) e acquistò una veste in seta per la Madonna dormiente dell'Assunta. A questa Regina, che probabilmente stazionò per un periodo a Dorgali, fu dedicata una via nel quartiere di "Sa Serra".
L'occupazione pisana di Castro (da non confondere con Castellum Castri=Cagliari) fu seguita da quella aragonese, interrotta per un breve periodo da quella arborense che aveva interessato i capisaldi di castello Paules (o Ghirtalu) in località Pappadosa, al confine con l'agro di Galtellì, e Golcone (oggi Corocodde) in agro di Oliena presso la località Oloeo e Su Gologone alla fine del XIV secolo.
I pisani consolidarono le fortificazioni del castro dorgalese (oggi quartiere di Sa Serra e Sa Porta) e, per ragioni legate al controllo politico, anche a Dorgali cercarono sempre più di concentrare la popolazione in un unico centro urbano; questo tentativo venne definitivamente portato a compimento dai successivi dominatori iberici.
Nel XII secolo fu istituita dal Papa, su richiesta di Pisa, la Diocesi suffraganea di Galtellì e di Castro. La seconda dizione di un vescovado in genere indica la sede precedente della diocesi di nuova istituzione. Allora molte incombenze patrimoniali ecclesiastiche continuavano ad essere gestite dal Vescovo di Civita (Olbia) con la propria mensa vescovile.

## La Franca di Girifai e l'Ordine di San Giovanni di Malta

Bandiera di Girifai.

In parte degli agri di Dorgali, Oliena, Nuoro, Orgosolo, Loculi, Galtellì si era formata, nel XII secolo, incastonata tra i confini dei quattro giudicati sardi (Torres, Arborea, Gallura e Cagliari), una franca extragiudicale monastica, una sorta di ministato, alla quale erano concesse esenzioni fiscali, chiamata Girifai. La franca, dove il Giudicato di Gallura aveva rinunciato nel 1160 con atto registrato alla sovranità statale, fu costituita per cessione del Giudice di Gallura Costantino de Lacon ai monasteri.. Qui nel secolo XIII erano pervenuti gli ospitalieri. Nel primo decennio del XIII secolo circa la metà dell'attuale giurisdizione di Dorgali era ricompresa nella Zona Franca di Girifai.
Nel salto si insediarono i benedettini (nella seconda metà del XII secolo), dei monasteri di San Felice di Vada, di Santa Maria di Gultudolfe (monte Ortobene) e di San Giovanni, detto di "Su Lillu" (del Giglio), il quale dipendeva dal Monastero di San Giovanni dell'Isola del Giglio collegato all'Abbazia di San Giovanni a Orbetello, a loro volta emanazione del Monastero cistercense di Aquas Salvias o Abbazia delle Tre Fontane di Roma dedicata a Sant'Anastasio Persiano. "Su Lillu" viene trascritto dalle fonti medioevali come: Ossillili o Su Lilli o Offilo o Ossilo. In ultimo la Precettoria di San Giovanni "Su Lillu" che gestiva lo scalo marittimo di Portu Nonu (Gonone), appartenne all'Ordine Gerolosimitano di San Giovanni di Rodi (oggi Ordine di Malta).
Da quest'antica autonomia abbaziale (nullius) il Vescovado di Nuoro ereditò estesi latifondi, passati in ultimo ai gesuiti (secolo XIX), e il titolo araldico di Barone di Iloghe, Pranos e Biriddo (tutte località ricomprese nel Girifai).

### I cavalieri ospitalieri

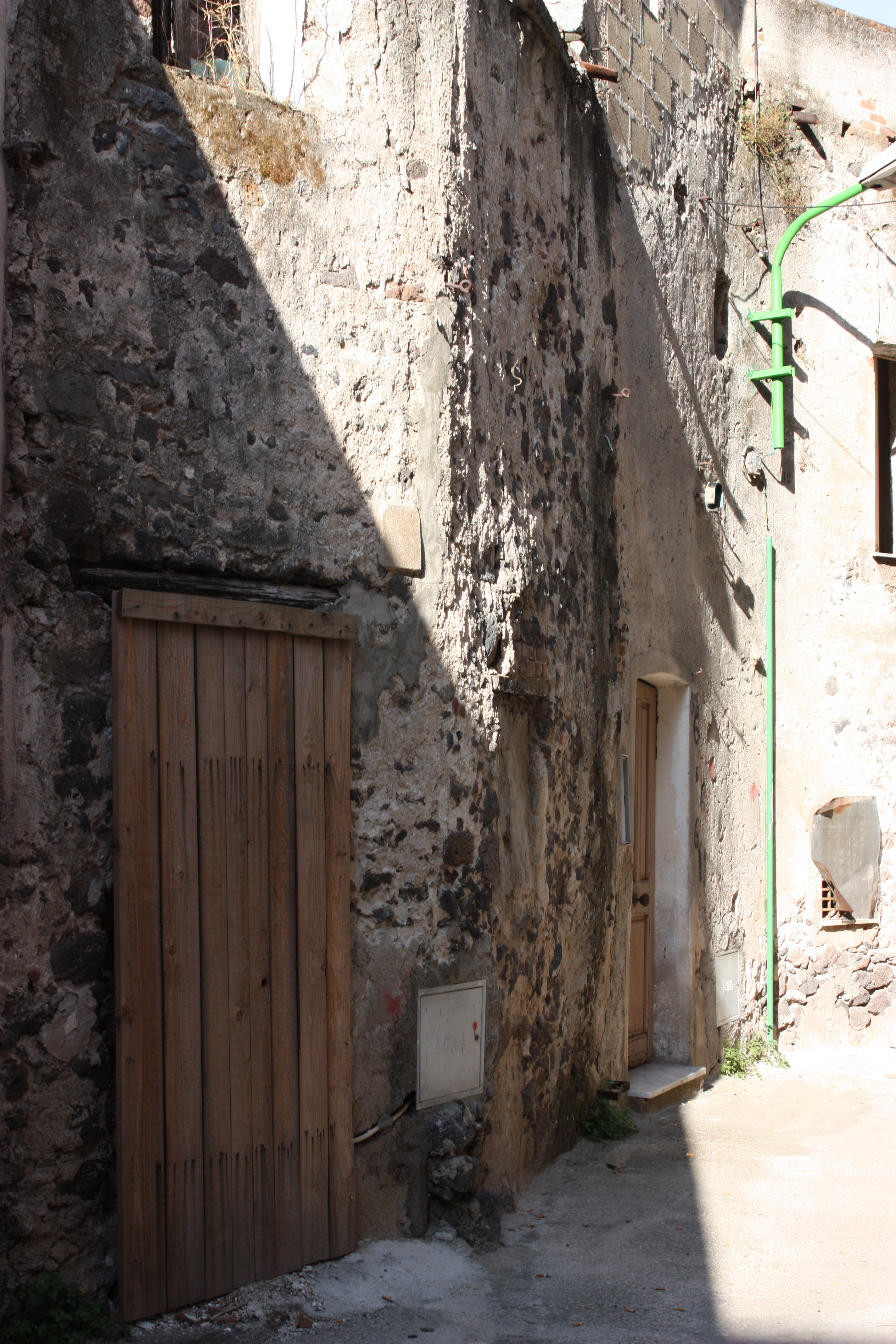
Parte della struttura di Via Cagliari già Palazzetto del Balivo appartenuto agli ospedalieri nel rione Sa Serra (Il Castro). Nei sotterranei vi era una cella di sicurezza con la cavigliera. Da qui partiva un sottopassaggio per Sant'Antonio.

Il nucleo originario e più importante di Dorgali è quello che nel Medioevo era costituito dalla fortificazione del Castrum o Curtis, chiamato dagli antichi "Su Crastu de Sant'Antoni", dove si trovavano i monasteri degli ordini ospedalieri: Sant'Antonio di Vienne e L'Ordine Militare di San Lazzaro.
Teobaldo era un membro dell'Ordine Militare di San Lazzaro e viene ricordato da un sigillo ritrovato a Dorgali. Fu il fondatore del locale ospedale e di quello di Oristano. In questi due centri erano presenti gli ospedali di Sant'Antonio (Hospitalis Sancti Antonii) che si pensa abbiano comune origine con i lazzareti. In origine Teobaldo era probabilmente un templare.
I templari sardi dipendevano gerarchicamente dalla Lombardia. Quando i templari venivano colpiti dalla lebbra continuavano la loro missione passando all'Ordine di San Lazzaro. Sia i lazzariti che i templari erano collegati strettamente ai cistercensi, loro cappellani militari. Grazie a questa presenza cistercense, si diffuse il culto nel territorio (Nuoro e Oliena) di San Mamiliano Vescovo di Palermo, Santu Milianu nel Monte Ortobene (già Goltofe nel Medioevo) a Nuoro e a Corcodde (già Golcone nel Medioevo) a Oliena.

## I villaggi diCastrum,GonariumeLa Thorpeiadi San Giovanni: "Su Crastu de Sant'Antoni"("Sant'Antoni"), "Gonare" e "Sa Dobora"
Nel XIII secolo Dorgali non aveva l'attuale unitarietà urbana. Nelle cronache del tempo il nome compare nel 1347 nell'atto di presentazione dei paesi del feudo al Sovrano d'Aragona del feudatario locale Gerardo de Torrents.
Nel 1321 il nobile aragonese Senmenat con una lettera aveva chiesto al Sovrano d'Aragona, in cambio della propria partecipazione alla campagna di conquista della Sardegna, il paese di Orosei e di Norgale. Norgale stando alla statistica del Casalis Angius non era Dorgali ma un borgo ubicato nelle campagne di Bitti.
I nomi comunemente in uso fino al XIII secolo per indicare i centri dell'agro e dell'urbano dorgalese non contemplavano il nome Dorgali. Le denominazioni degli antichi borghi perdono il loro significato perché gli antichi borghi dell'urbano dorgalese si erano fusi a formare un centro più grande della Dorgali che conosciamo oggi. Infatti nell'alto Medioevo attorno ad importanti monasteri si erano sviluppati dei borghi.

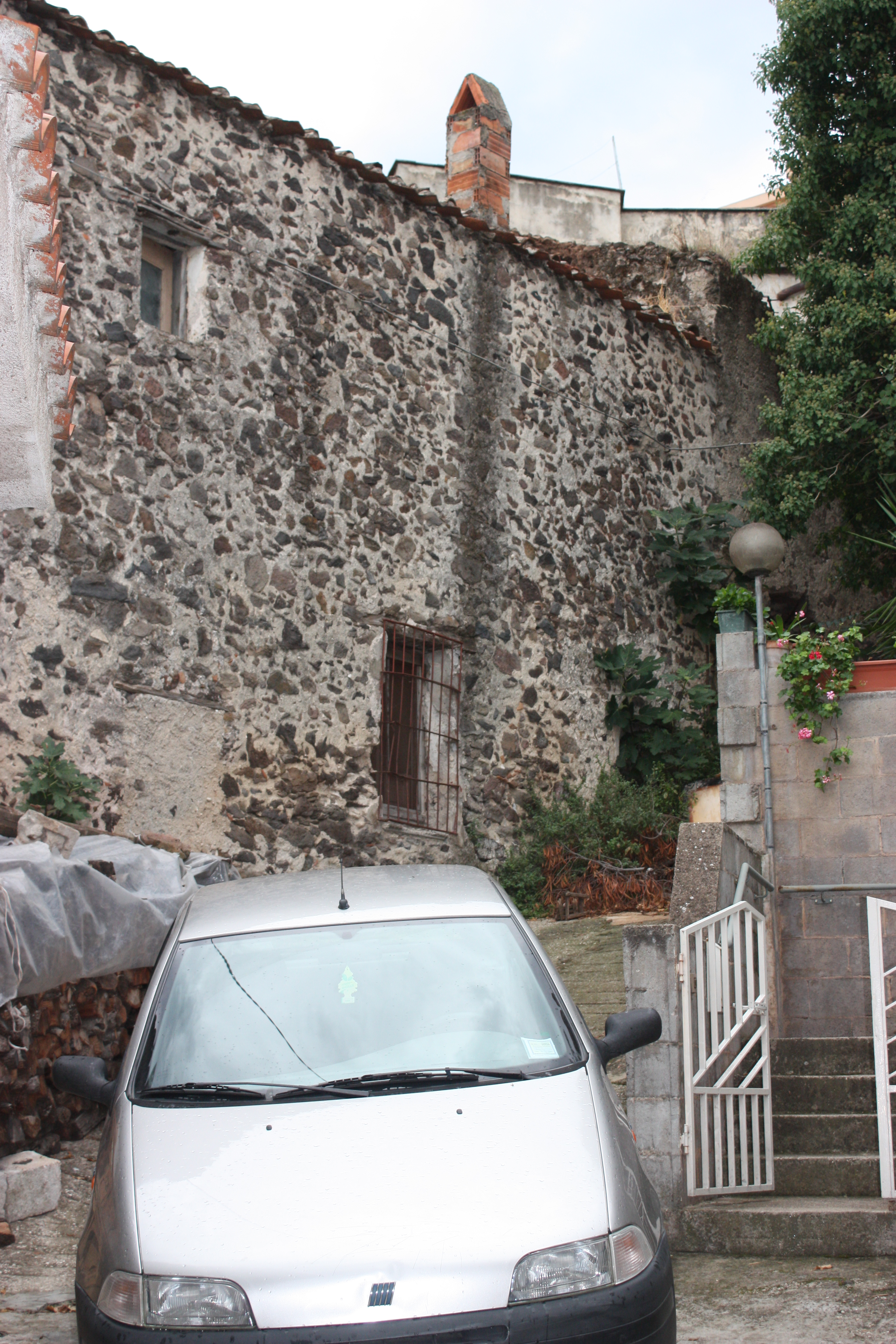
Sede dei gesuiti in vico Carlo Alberto (già via Cristos) nell'isolato spagnolo di "Muru Cuarteri", da "Muro del Cuartel", nel rione di Gorito (dallo spagnolo Nuestra Senora de Orito a Monforte del Cid).

Dorgali potrebbe essersi originato da tre borghi, o "vici", ubicati nell'attuale cerchia urbana e cioè quelli che nella documentazione del XIII secolo riferita al Giudicato di Gallura venivano probabilmente indicati come Castrum, Thorpeiae Gonarium. Il centro urbano risultava diviso da due fiumi: il Rio di San Giovanni Battista (detto anche "Riu Surgale"), oggi quasi tutto corso Umberto e un piccolo tratto di via Dante a "S'Eremu", e il Rio di Sa Lepora oggi le vie: Galileo, Cavallotti, Cleopatra e Amsicora. È probabile che dalla divisione che si determinava in parte con i due corsi d'acqua si caratterizzassero i confini dei borghi allora conosciuti, chiamati nell'ordine, il borgo di Castrum, e oltre il fiume di San Giovanni a sud-est del castro il borgo di Thorpeia. Sempre nell'attuale perimetro urbano dorgalese, oltre il rio di "Sa Lepora" a nord-est del castro, e collocato in area sovrastante il castro, c'era il borgo Gonarium, oggi "Gonare".
Il borgo di castro sono i quartieri del paese denominati rispettivamente "Sa Serra-Sa Porta" (il Castro) e "Gorito e Sena" mentre Torpeia è a "Sa Chejedda", prima e seconda, che costituivano l'antico borgo di "Sancta Maria Magdalena Ecclesia Galtellinsis de Thorpeia" (Thorpeia). La parte alta del paese oggi è denominata "Su Fundale".
Thorpeia, costituita dai rioni di "Sa Chejedda", era chiamata così proprio perché costituita da quartieri collocati al di fuori delle mura del castro. Il termine è originato dal latino "torpesco", cioè essere privo di mezzi o impedito, riferito alle umili condizioni della popolazione residente al servizio del monastero.
Le strutture difensive utilizzate nel Castro (oggi Rioni di Sa Serra e di Sa Porta) di Dorgali, detto anche Su Crastu de Sant'Antoni (poi più semplicemente "Sant'Antoni") si presentavano nel XIII secolo, con la porta delle mura, "sa porta", ad est, castro era il borgo capo scolca ed organizzava con i borghi vicini i turni di guardia. Vi era un castro più antico e strettamente bizantino che era nei rioni di Gorito e Gurgu Longu sulla sponda sinistra del rio di San Giovanni. I quattro lati di questo erano dedicati ai santi (Santu Cristos o S.S. Salvatore a sud, via Carlo Alberto, San Michele a est, via Margherita, Santa Maria a nord, Via Itria, San Potito a ovest). Il Castro castellato dopo dagli ospitalieri di Sant'Antonio (Sa Serra e Sa Porta) più recente e risalente al XIII secolo, essendo cinto da mura in caso di attacco esterno, aveva l'obbligo di accogliere al suo interno la popolazione dei borghi vicini.
Castro per l'importanza che rivestiva nel territorio è il borgo progenitore di Dorgali. La porta del castro era collocata nel tratto di mura non protetto o da fossati, i rii a nord ed a sud, o da una barriera naturale, infatti a ovest nel castro Dorgalese vi era una ripida scarpata. In caso di assedio gli assedianti dovevano raggrupparsi obbligatoriamente sotto la porta dove nei pomeriggi assolati erano abbagliati dal sole che volgeva al tramonto e in estate venivano attanagliati dalla calura e tutto questo li rendeva più vulnerabili ai dardi dei difensori asserragliati dietro le mura. La scelta di questa collocazione geografica del castro era il frutto di una precisa decisione logistica di ingegneristica militare che era prerogativa di militari (prima bizantini poi giudicali e templari). la Cinta muraria era "sa serra" in sardo o la "therra" in lingua toscana antica che come si è detto era collocata a sud, ovest e nord. La denominazione "Sa Serra" è ancora utilizzata come nome del quartiere dorgalese coincidente con l'antico borgo di Castro. I fossati del castro erano di origine naturale e coincidevano con il Rio di San Giovanni Battista, oggi Corso Umberto, presente a sud ed il Rio di Sa Lepora oggi Via Galileo presente a Nord. Il significato dell'adiacente località di Castula è riferita ad un nome di persona (Donna Castula nell'inventario gesuitico) e non al castro.
Castro viene citato come borgo della Gallura fino a tutto il XIII secolo poi nel XIV secolo viene citato nel censimento aragonese "Compartiment Nou", riferito spesso ad una raccolta di informazioni spesso obsolete (certi centri erano già scomparsi) che riporta due borghi con il nome Castro con parametri demografici diversi, probabilmente l'ubicazione era riferita per uno alla Gallura Settentrionale (Sant'Antonio di Gallura) e per l'altro alla Gallura Meridionale (Dorgali).

### L'ospedale, il lazzareto e la presenza degli ordini religiosi monastici

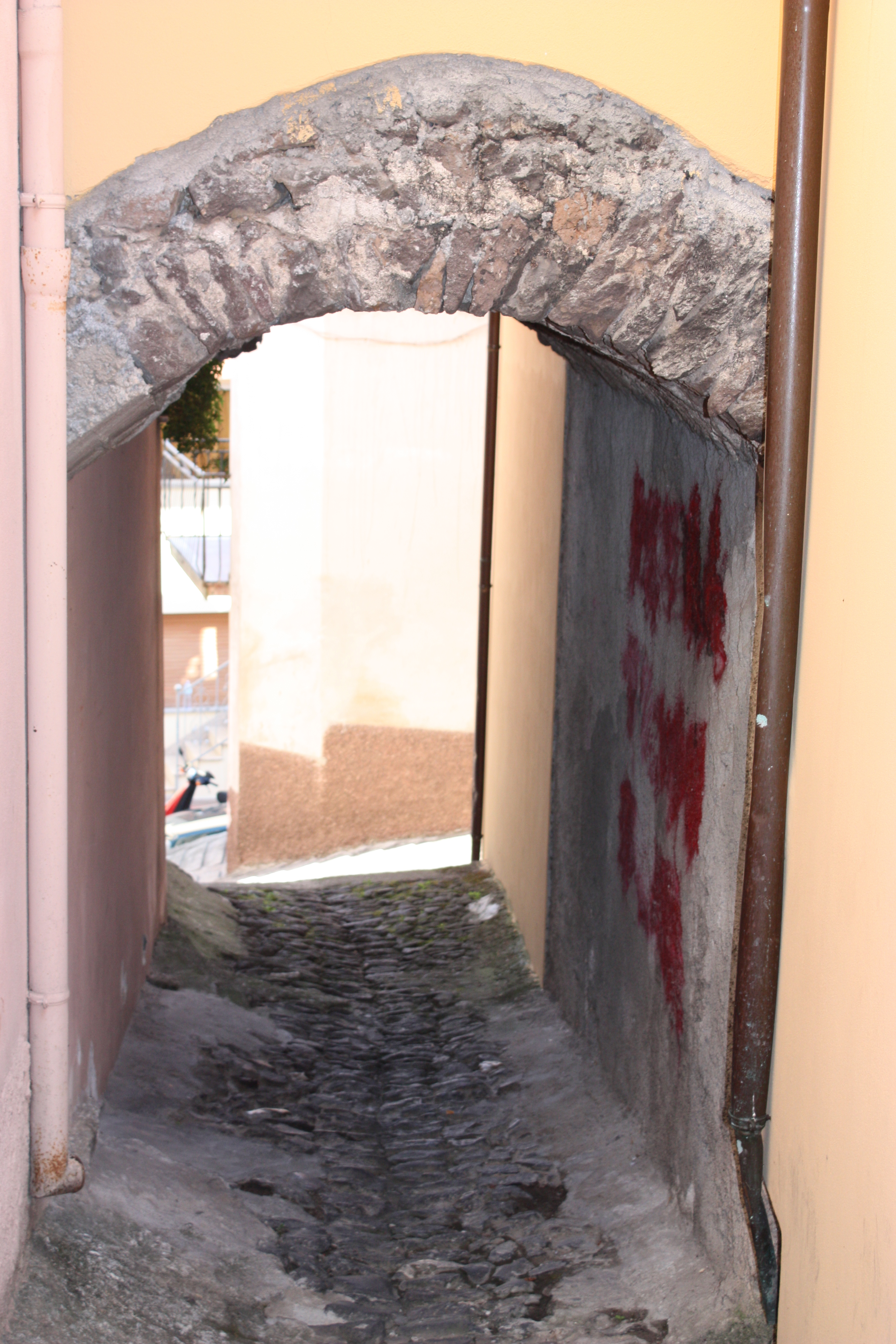
Hospitalis Sancti Antoni: portico di accesso adiacente.

Extra muros del castro dorgalese, alla destra della sponda (dando le spalle alla sorgente) del rio di Sa Lepora (la lebbra) fu collocato dall'ordine ospedaliero lazzarita presente a Dorgali nel secolo XII il lebbrosario, "su leprosariu", oggi è l'isolato racchiuso dalle vie Lepora, Vittorio Emanuele, Garibaldi e via Galileo. Dentro le mura del castro di Dorgali si pensa fossero presenti le strutture degli ospedalieri antoniti.
Il romitorio o "su remitarzu" per il pellegrini con accesso dall'esterno delle mura era collocato in Via del Pellegrino, ora parzialmente caduto.
L'ospedale di Sant'Antonio o "S'ispidale de Sant'Antoni" (Hospitalis Sancti Antoni) oggi parzialmente demolito era in via Venezia, resta solo il portico di accesso e la sala del refettorio in una corte privata entrambi del XIII secolo. Nel tempo si succedettero in queste strutture vari ordini religiosi.
Il balivato, "thu palathu de su bajulu", in sardo medievale, sede del balivo con la celletta di sicurezza nel sotterraneo era collocato in via Cagliari. Un sottopassaggio di sicurezza collega ancora la antica sede del balivo con la chiesa di Sant'Antonio.
L'orfanotrofio, "sa domo de sos orfanos", era esistente in piazza Sant'Antonio.
Di questi monumenti, come si è detto, restano spesso i resti o le stesse strutture.
Santa Maria del Castro, "sa cresia de Sas Grassias" dorgalese: rettoria per i borghi di Castro e di Scopetu (La Teotokos o Madre di Dio) è oggi denominata Madonna delle Grazie o chiesa dell'Assunta. Era la chiesa torre collocata nella estremità ovest della fortificazione castrense. Una classica struttura architettonica templare con facciata rivolta ad Ovest e le entrate laterali antiche, oggi murate, rivolte a nord e a sud. Fino al secolo XIX si sono riuniti i gruppi di difesa civica (prima la scolca del Castro di Dorgali nel Medioevo e in ultimo, in epoca moderna, i barracelli).
Il monastero di Gorito (dallo spagnolo Orito) era collocato nella chiesa d'Itria in via Vittorio Emanuele.
Del Castro esistono ancora le chiese di Sant'Antonio e di Santa Caterina e sono scomparse le chiese di Santa Croce, del Rosario e quella dei santi Andrea, Marco e Giovanni Battista. Nell'estremità ovest del Castro era ubicato il santuario territoriale della grande chiesa dei santi Cornelio e Cipriano ("Santu Croneli e Cripiane") dotata di un campanile e con un cimitero annesso, era dedicata anche a san Michele Arcangelo.

### Thorpeia (Thoppora): la precettoria templare di San Giovanni "Su Lillu"[Thorpeia, Thorpè o Sorpe era situata presso Galtelli (Repartimiento Cerdeña, p. 701)]

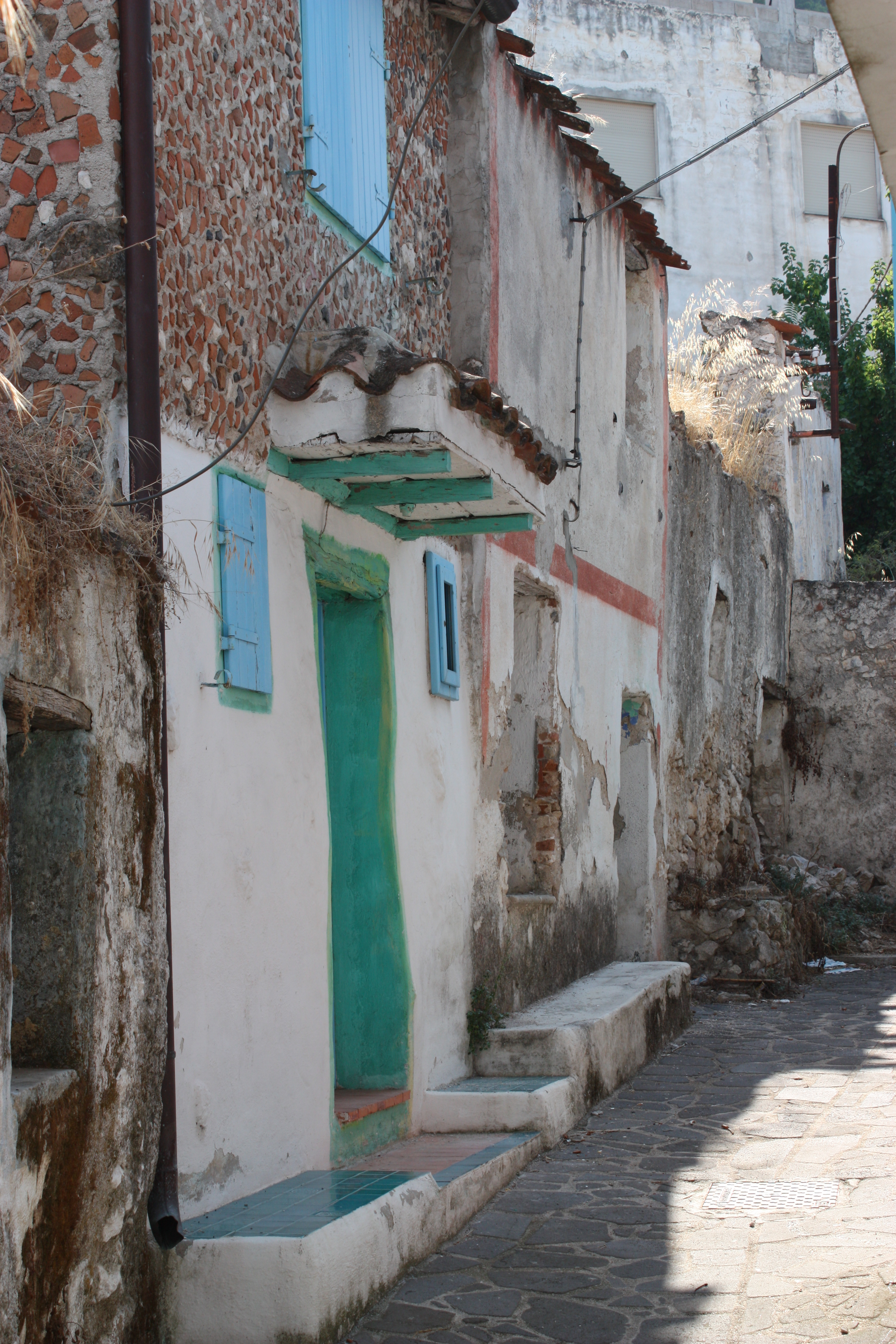
Vico Eleonora: Rione de "Sa Chejedda" (dal loguderese antico significa La Chiesetta dei S.S. Lucifero Vescovo e Maria Maddalena adiacente). Appartenva al Borgo di Thorpeia (secolo XIII) del quale resta il toponimo "Dobora" dall'antico "Thopora".

Il monastero di San Giovanni "Su Lillu" era una precettoria templare. San Giovanni "Su Lillu" (Il Giglio) era il Monastero, o Precettoria, annesso al borgo di Santa Maria Magdalena Thorpeiae, dove era ubicato un antichissimo monastero residenza di importanti religiosi situato presso l'isolato di "S'Eremu", in via Dante a Dorgali (la struttura originaria "casa Mereu-Cupedda è stata demolita negli anni sessanta).
La curtis del monastero di San Giovanni oggi costituisce il quartiere di Sa Chejedda.
"Sa chejedda de unu" era collocata sempre a Dorgali in via Eleonora ed era la Curtis della ecclesia galtellinensis de Thorpeia e cioè la chiesa dei Santi Lucifero Vescovo e Maria Maddalena. In via Goito si trovava Sa Chejedda de Duos. Sa Chejedda in logudorese antico, che non aveva il rotacismo della l, infatti conservava la l, e che non pronunciava il cr in cresia, introdotto (a pg. 170 dello stesso libro su lillu da lys, giglio, starebbe per luce). successivamente con gli spagnoli, era la chiesetta, che oggi si pronuncia cresiedda, quindi chejedda significava proprio chiesetta che era quella della Maddalena di Torpeia.
Il borgo di Thorpeia del Giudicato di Gallura è stato citato solo nel XII secolo, poi scompare perché assorbito da un centro limitrofo (Castro).
Questa chiesa della Maddalena fu restaurata nel 1645 ma risale all'alto Medioevo la parte posteriore e l'abside più antiche dell'ampliamento e dimostrano che in questo periodo antico la chiesa era la metà in lunghezza dell'attuale ed era appunto definita come una chiesetta.
Il Monastero di San Giovanni "Su Lillu" ha dato il nome al rio che separava Thorpeia (quartieri di Gorito e di Sas Chejeddas) da Castro (Sa Serra-Sa Porta). Il rio oggi scorre sotto Corso Umberto a Dorgali. Il simulacro di San Giovanni Battista "Su Lillu", quando il Monastero cessò, in periodo spagnolo, fu traslato dall'altra parte di questo rio a Castro o Corte nelle chiesa di Sant'Andrea e Marco come riportato negli esaustivi regesti parrocchiali di Santa Caterina, redatti nel XVII secolo dal notaio Sebastiano Mele.
La grotta di questo Eremo di via Dante che secondo i vecchi veniva usato dai monaci per pregare è ancora presente dentro un'abitazione privata (Casa Fancello " 'Antzellu" e Casa Gisellu oggi Mundula in via Dante).
Thorpeia è un borgo citato in una cessione giudicale del 1160 a favore dell'Opera di Santa Maria di Pisa, l'opera in sardo dorgalese antico è Th'oppora (per esempio epoca è ancora opoca). Oggi è "Sa Thopora" è la località "Sa Dobbora" che sovrasta l'isolato di "S'Eremu" in via Dante dove era collocato il monastero di San Giovanni "Su Lillu".
Di Thorpeia è stata citata nel 1160 la chiesa dei santi Lucifero e Maria Maddalena ancora esistente.
La chiesa dei Santi Sebastiano e Nicola di Mira di Sena, oggi scomparsa con la chiesa della Madonna di Sena e Teresa d'Avila e la chiesa dei santi Bachisio, Cosimo e Damiano (scomparsa) appartenevano ad un borghetto quello di Sena collocato nella parte bassa del Rione di Gorito. Sena è un termine originatosi dal catalano "La Seu" e cioè la sede da cui Seuna a Nuoro e Sena a Dorgali. Sena e la parte bassa di Gorito e la Chiesa di San Paolo probabilmente appartenevano sempre a Castro.
La chiesa della Madonna di Loreto, originariamente una ridedicazione a Santo Stefano, apparteneva al salto abitato di "S'Armulanza" di Thorpeia.
Il Monastero di San Giovanni Battista "Su Lillu" diede il nome al rio che separava il borgo di Thorpeia da quello del Castro.

#### I salti diThorpeia (Thoppora)
Thorpeia, contrariamente al castro, era un villaggio monastico ubicato extra muros e costituito da popolazione di condizione servile.
Le torpeie (Torpè) villaggi di popolazione servile a favore del locale monastero ospitaliero nell'area di Galtellì e di Posada erano almeno tre.
Come risulta da un documento catalano del XVI secolo pubblicato nella prima edizione della "Diocesi di Galtellì" di Monsignor Ottorino Alberti, possedeva due salti.
Il salto di S'Armulanza è la località di Mulattai. Il termine è originato dal sardo antico s'armulanza o sa armulatta e cioè il cavolo selvatico. In questa località era presente la chiesa di Santo Stefano.
L'altro salto di Thorpeia era Miriai (oggi Mariscai e Iriai) e dove sono ancora presenti le chiese di San Pantaleo Dottore e della Madonna degli Angeli.
Questi salti costituivano la continuità territoriale, infatti erano attraversati da una strada romana, dei borghi di Gonare e di Torpeia, con l'alveo del Cedrino e con la restante parte della vasta ansa fluviale che costituiva il Salto di Girifai.

### Gonarium: "Gonare"[Gonari o Conari era in diocesi di Civita, Dorgali in quella di Galtellì. (Codice Santa Sede, Spano, Doc. 156)]

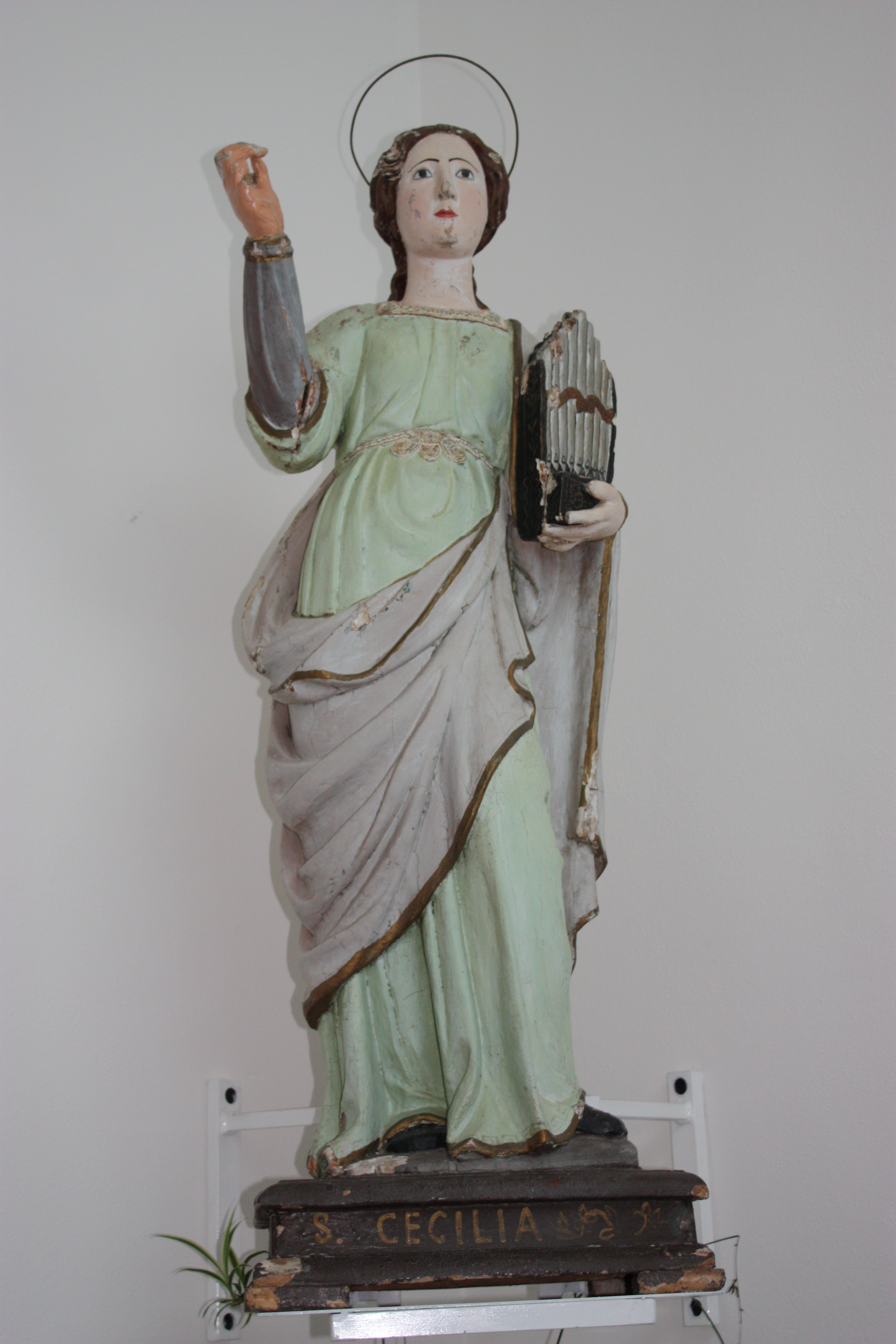
Antico Simulacro di Santa Cecilia (secolo XV) del paese medioevale di Gonare (Gonarium) custodito nel locale monastero delle monache benedettine di Santa Lucia.

Gonare, già Gonarium nel Medioevo, era una corte (Curtis) monastica, e rispetto al Castro dorgalese era ubicata a Nord Est.
Il borgo di Gonare appartenente al Giudicato di Gallura è stato citato nel XIII secolo poi scompare probabilmente perché assorbito da un centro vicino (Castro). Nel 1321 con il nobile aragonese Senmenat il borgo può essere stato citato per l'ultima volta, tra i paesi che chiedeva in feudo al sovrano, con l'accezione "Correvoca" (la c era con la cediglia) riferito al toponimo limitrofo a Gonare di "corr'è atha" (estremità della rupe). Il termine poteva essere riferito anche a Thorpeia e quindi a tutta la parte alta di Dorgali.
Gonarium aveva il Monastero della Chiesa di Sant'Angelo e della Madonna di Bonaria, esistono ancora i ruderi retrostanti alla chiesa ancora esistente, ed era presente anche la chiesa dei santi Cecilia e Lamberto di Liegi.
Il centro è citato in una Bolla Papale del 1245 di Gregorio VII di esenzione fiscale a favore del monastero di Sant'Angelo di Porcarzos che ratificava la concessione firmata a Gonarium dal Vescovo di Olbia.
Di Gonare oggi esistono anche le chiese di Santa Lucia e di San Lussorio.Il monastero del borgo di Gonare aveva un eremo sulla punta della collina basaltica di Pirisché che sovrasta Gonare dedicato a San Lamberto.
Nella Chiesa di Santa Cecilia era presente il simulacro di Santa Lucia. La Chiesa di Santa Lucia fu costruita dopo. La festa più sentita nel borgo era Santa Lucia per la quale veniva organizzata una festa dove venivano offerti dolci e vino per tutti.
Esisteva vicino a questo borgo la chiesa della Decapitazione (o Conversione) di San Paolo Apostolo. Nella chiesa di San Paolo erano custoditi i simulacri di Sant'Eusebia Abadessa e di San Mauro Vescovo, santi cistercensi e poi di San Bonaventura, Dottore della Chiesa, francescano. San Paolo però poteva appartenere al borgo di Castro.

## I borghi dell'agro
Vi erano poi anche i borghi o "vici" medioevali (secolo XIII) distribuiti nelle campagne, anche negli agri dei paesi confinanti, oggi scomparsi.
Di seguito si elencano i nomi dei borghi riportando tra parentesi la dedicazione agiografica della chiesa annessa.
Da sud a nord, sulla sponda destra del Cedrino, dando le spalle alla sorgente, "Siffilinu" o Siffilionis (SS. Maria e Anastasio Persiano oggi Buocammino): Filine, "Scopeta" (S. Elena e Costantino) o Scopetu: Iscopidana, "Ortomurcato" (S. Timoteo Vescovo, Santu Tammeu, oggi Mossen Tommeu): Sor Mucarzos, "Gonarium" (Chiesa dei SS Cecilia e Lamberto di Liegi e Chiesa e Monastero di S.Angelo: Michele, Gabriele e Raffaele festa il 29 settembre): quartiere di Gonare, "Castrum" (S.Maria del Castro unica Rettoria con Scopeta oggi L'Assunta): quartieri di Sa Serra ei Sa Porta, "Torpeia"(S.Maria Maddalena e San Lucifero Vescovo, Precettoria di San Giovanni "Su Lillu", SS.Nicola e Sebastiano): quartieri di Sa Chejedda e Gorito, "S'Armulantha" (S. Stefano Protomartire) di Thorpeia con "Miriai" (S. Pantaleo Dottore) di Thorpeia: Mulattai e Icorè-Isportana con Iriai-Mariscai e Gurennoro (allora Gurgurai o Gorgolennoro?), "Corache" (S. Annunciazione oggi Valverde): Oroviddo, "Suddai" (S. Giovanni Battista e S. Giorgio): Siddai già Cares in epoca romana, "Nurachi" (Lo Spirito Santo), "Aghugheda o Agughion" (Lo Spirito Santo): Cucchè, "Villa de Muru" (S. Bartolomeo): Muru.
Da sud a nord, sulla sponda sinistra del Cedrino, nell'antico Girifai detto anche "Salto di Jirifai" (oggi Iriai): "Ilohe o Iloi" (S. Pietro Apostolo) (oggi Iloghe), "Nurulis" (S. Basilio Magno) (oggi Orrule), "Isarlis" (S. Cristina) (oggi Isalle), in agro di Loculi (proprietà di Dorgali) "Ossio" (S.Marco), in Agro di Orune e di Lula "Dilisorre I" (S. Pietro Angelo), "Dilisorre II" (S.Pietro d'Alessandria, Martire), "Gulinneri" (S.Eulalia), in agro di Lula "Duascor" (Duoscoros) (San Nicola da Tolentino e San Matteo), e vicino a Iloghe, in agro di Oliena, erano presenti: "Golcone" (S. Mamiliano Vescovo di Palermo) (oggi località Corcodde), "Gadu" (SS. Elena e Costantino) (oggi località Giumpadu), "Filihuri" (S. Maria dei Poveri) (Filihuri in olianese e Filicore in nuorese), "Nothule" (La Misericordia) o Nodule (oggi località Dule), in agro di Orgosolo: "Locoe" (S. Leonardo) e in agro di Nuoro: "Goltofe o Gortobe" (S. Mamiliano Vescovo di Palermo nell'Ortobene) chiamato poi "S.Giacomo e S.ta Maria (N.S. d'Itria) di Lugula" (Santu Jacu e Itria del Rio Lucula sulle pendici del Monte Ortobene)con "Loy" (S. Maria Maddalena) oggi Lollove.
Lollove, per chi interessa questo periodo è da visitare, infatti è un retaggio storico del Medioevo dato che con le sue esigue dimensioni è l'unico esempio esistente degli antichi vici medioevali scomparsi o assorbiti da centri più grossi, qui citati, ad essere pervenuto all'epoca contemporanea.

## I sigilli medioevali
A Dorgali sono stati trovati due sigilli medioevali di un lazzareto e di un monastero: uno è quello di Padre Tibaldo o Teobaldo Priore di San Lazzaro (secolo XIII, trovato a casa Mereu in Via Galileo) del locale lazzareto, il sigillo è custodito nel Museo Nazionale di Cagliari. Tibaldo era sicuramente un personaggio di livello europeo legato al mondo delle crociate vista anche la pregiata fattura del sigillo.
L'altro sigillo più recente è quello dell'Ordine di Vienne o forse di San Francesco (secolo XVI) che è custodito nel Museo Comunale.
La matrice del sigillo oltre la scritta reca al centro una torre che si leva da uno scoglio in mezzo al mare simbolo di fermezza nella fede. Occorre ricordare che a Dorgali alla fine del XIV secolo il Rettore era un certo Daniel Casta.

## La fine dei borghi
La maggior parte dei villaggi dell'agro dorgalese scompaiono nella seconda metà del XIV secolo non solo per cause politiche ma anche per via della peste nera, del nuovo sistema di esazione fiscale aragonese, non più a corvé come quello giudicale, ma monetario, della povertà conseguente agli eventi bellici allora intercorsi tra gli aragonesi e gli arborensi, dei furti e delle ruberie.
Il più grande paese a scomparire nel XV secolo nell'agro dorgalese è stato Iloghe (Villa di Iloi).
Il penultimo paese a scomparire in ordine cronologico in agro dorgalese, e penultimo in Baronia, fu Isalle che si estinse nel primo decennio del XVII secolo.
L'ultimo paese a scomparire in ordine cronologico, che ricadeva solo in parte nell'agro dorgalese, e ultimo in Baronia, fu Torpee de S'Iscra de Garteddi che si estinse nel 1680 circa.
In agro di Orgosolo scompariva Locoe nel XVII secolo.

## Si afferma Dorgali
Nella seconda metà del XIV secolo il borgo del Castro di Dorgali, per via della sua importanza, inizia ad attirare la popolazione che abbandona i borghi dell'agro.
Dorgali come nome proprio compare con certezza nella documentazione aragonese e per la prima volta nel 1347, nell'atto di presentazione del Feudo da parte del feudatario Gerardo di Torrents al Sovrano di Aragona.
Per dare unitarietà toponomastica ad una situazione urbanisticamente articolata fu attribuito il nome della copiosa fontana collocata nell'incrocio tra Via Dante e Corso Umberto, parte alta di Corso Umberto, chiamata "sorga" o "surgale" da cui "thurgale" il nome del paese.
Nel XIV secolo non viene più citato nella documentazione il borgo "Gonarium" già considerato semplicemente un sobborgo di Dorgali. Nel XV secolo i due borghi il castro di Dorgali e Gonarium (Gonare) si fondono anche dal punto di vista urbanistico e costituiscono la Dorgali moderna.
La dizione Thorpeia cade in disuso e viene oramai chiamata semplicemente con i nomi dei quartieri "Gorito" e "Sa Chejedda" che urbanisticamente restano separati dal resto del paese fino al XIX secolo per via del fiume di San Giovanni e degli orti ricavati sullo sponde di questo rio.

## La dominazione catalano-aragonese e spagnola

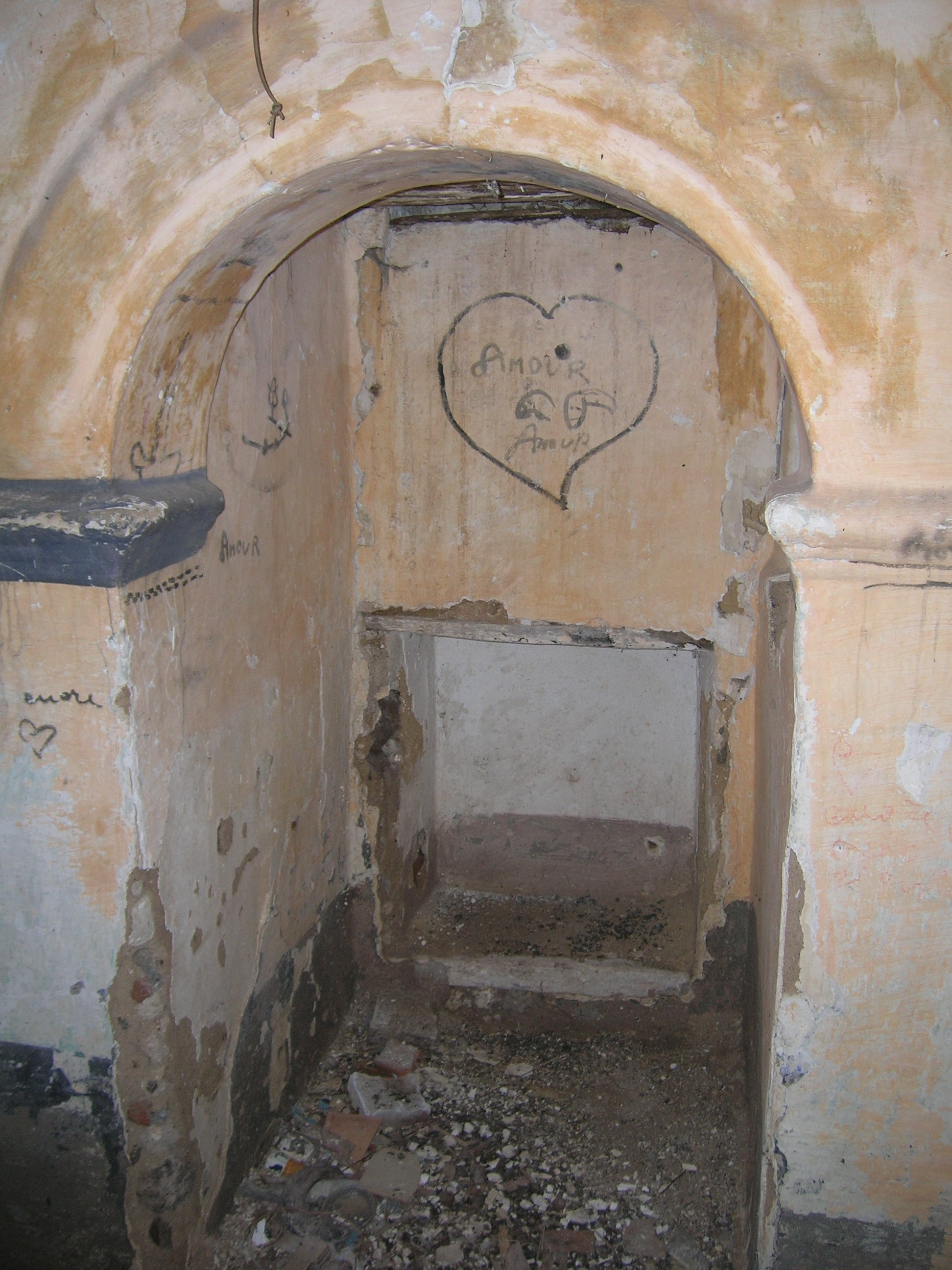
Porta murata di accesso al Monastero annesso all'ex Chiesa di Santa Cecilia e di San Lamberto di Liegi (o San Roberto di Molesnes) nel rione Gonare.

La Costa Orientale era caduta in mano alle armate aragonesi. Ma gli eventi bellici con gli arborensi non si erano ancora definitivamente conclusi.
Alla fine del Trecento gli arborensi occuparono il Castello "Paules" e cioè "Casteddu è Ghirtalu" in agro di Dorgali in località "Papadosa" al confine con Galtellì e il castello di "Elcono" o "Golcone", in località "Iloghe" o "Corcodde" in agro di Oliena e Dorgali.
La dominazione spagnola iniziò con l'Aragona, di lingua catalana, nel 1321; proseguì con la lingua castigliana dalla fine del secolo XIV e si concluse il 1713.
Gli spagnoli sostituirono i monaci cistercensi pisani con i mercedari, presenti a Gonare, e in luogo dei francescani conventuali (di estrazione italiana) dopo il 1567 insediarono i frati minori francescani alcantarini presso i conventi di Sant'Antonio e della Vergine di Orito (già Chiesa d'Itria). I francescani conventuali si reisediarono per un breve periodo in epoca sabauda avendo un loro convento a Dorgali in Via Mannu.
I gesuiti si insediarono a Dorgali in Vico Carlo Alberto (già Via Cristos) a Gorito nella seconda metà del Seicento. L'uso della lingua e le tracce della cultura spagnola si protraggono per tutto il XVIII secolo.
L'esercito spagnolo in Sardegna attingeva la forza per il "Tercio de Cerdena" punta di diamante nella battaglia di Lepanto (secolo XVI) qui comandato da Giovanni d'Austria. Allora come orgoglio militare regionale equivaleva all'odierna Brigata Sassari. L'esercito spagnolo aveva a Dorgali un piccolo distaccamento, "El Cuartel", nel rione di Gorito, isolato di "Mur'è Cuarteri"("Muro del Cuartel"), tra Via Vittorio Emanuele e Via Dante. Le forze dell'ordine erano costituite dai temutissimi "dragones", archibugieri a cavallo.
L'area ricompresa tra Via Vittorio Emanuele, Via Dante e Via Carlo Alberto costituisce il quartiere spagnolo ricompreso nel rione di Gorito il cui nome è riferito alla spagnola "Virgen de Orito".

## Il periodo sabaudo

Stemma dello Stato Spagnolo del 1713 allora ancora presente a Dorgali.

La Spagna, per effetto del Trattato di Utrecht, nel 1713 perse la Sardegna che fu ceduta prima all'Austria e poi, nel 1718, al Ducato di Savoia, con capitale Torino.
La Sardegna strettamente alleata della Catalogna durante la devastante guerra di successione spagnola scatenatasi nel 1700 si schierò con questa a favore del pretendente austriaco, Carlo d'Asburgo, ritenuto più rispettoso delle autonomie dei regni regionali. La Catalogna fu riconquistata nel 1714 dal pretendente francese dei Borboni, Filippo V, designato dall'ultimo sovrano spagnolo e vincitore della guerra di successione, e così annientata dal nuovo governo di Madrid. Questo non riuscì con la Sardegna malgrado due anni di rioccupazione spagnola a cura del cardinale Alberoni Primo Ministro di Spagna. Gli austriaci però scaricarono dopo la Catalogna anche la Sardegna e dopo solo due anni di sovranità nel 1720 la cedettero definitivamente ai Savoia che acquistarono il titolo di Re di Sardegna ma furono obbligati a riconoscere fino al 1846 i titoli della nobiltà spagnola di Sardegna.
A Dorgali come in molti centri della Sardegna si continuò ad usare, nella redazione dei documenti ufficiali, lo spagnolo fino ai primi decenni dell'Ottocento.
Nel 1761 Dorgali era in predicato di essere scelta dall'Arcivescovado quale sede della nuova Diocesi di Galtellì e Castro.

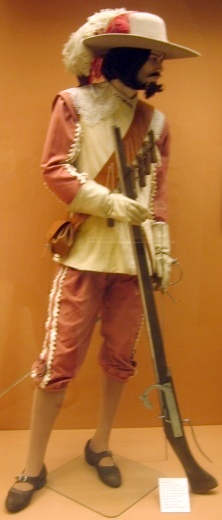
Dragone Archibugiere spagnolo del XVII secolo.

Occorreva verificare se gli alloggiamenti della Casa Rettorale di Dorgali fossero sufficientemente dignitosi per ospitate il nuovo Vescovo. Ma, per le conseguenze di un esecrabile fatto di cronaca nera, che si verificò in quell'anno a Dorgali, e che interessò il Vicario generale dell'Arcivescovado Don Francesco Cao, incaricato per l'incombenza e che allora risiedeva a Dorgali (Vice Arcivescovo), fu preferita dalla Chiesa quale nuova sede vescovile la futura città Nuoro.
Una delle incombenze del governo dei Savoia fu cancellare l'uso della lingua del pregresso stato spagnolo sminuendone la storia e la cultura, italianizzare i toponimi e i cognomi. Gli ultimi vecchi dorgalesi ispanofoni morirono nei primi anni del Novecento. È emblematico l'atteggiamento di irrisione da parte delle élite burocratiche governative nel 1800 nei confronti di chi usava i saluti sardissimi “Bonas Dies” e “Bonas Tardas” perché ritenuti troppo spagnoleggianti.
Nel frattempo per l'incombenza era stata già costruita a Dorgali la vasta Cattedrale di Santa Caterina d'Alessandria con interni spagnoleggianti e facciata in stile neo classico piemontese i cui lavori erano iniziati nel 1713 grazie alla generosa donazione del notaio dorgalese Sebastiano Melis (oggi Mele).
La Chiesa fu ricostruita sull'impianto di una piccola Chiesa dedicata a Santa Caterina che però aveva la facciata orientata ad Ovest e prospiciente la Casa Rettorale.
Nel 1846 fu abrogata dai Savoia l'autonomia sarda del Regnum Sardiniae nato nel 1321. Questa abrogazione contraddiceva le ragioni di salvaguardia del Regno Sardo che avevano portato alla separazione della Sardegna dalla metropoli spagnola.
Nel 1948 fu concessa alla Sardegna una nuova autonomia istituendola come Regione a Statuto Speciale.

## Centro urbano: monumenti scomparsi

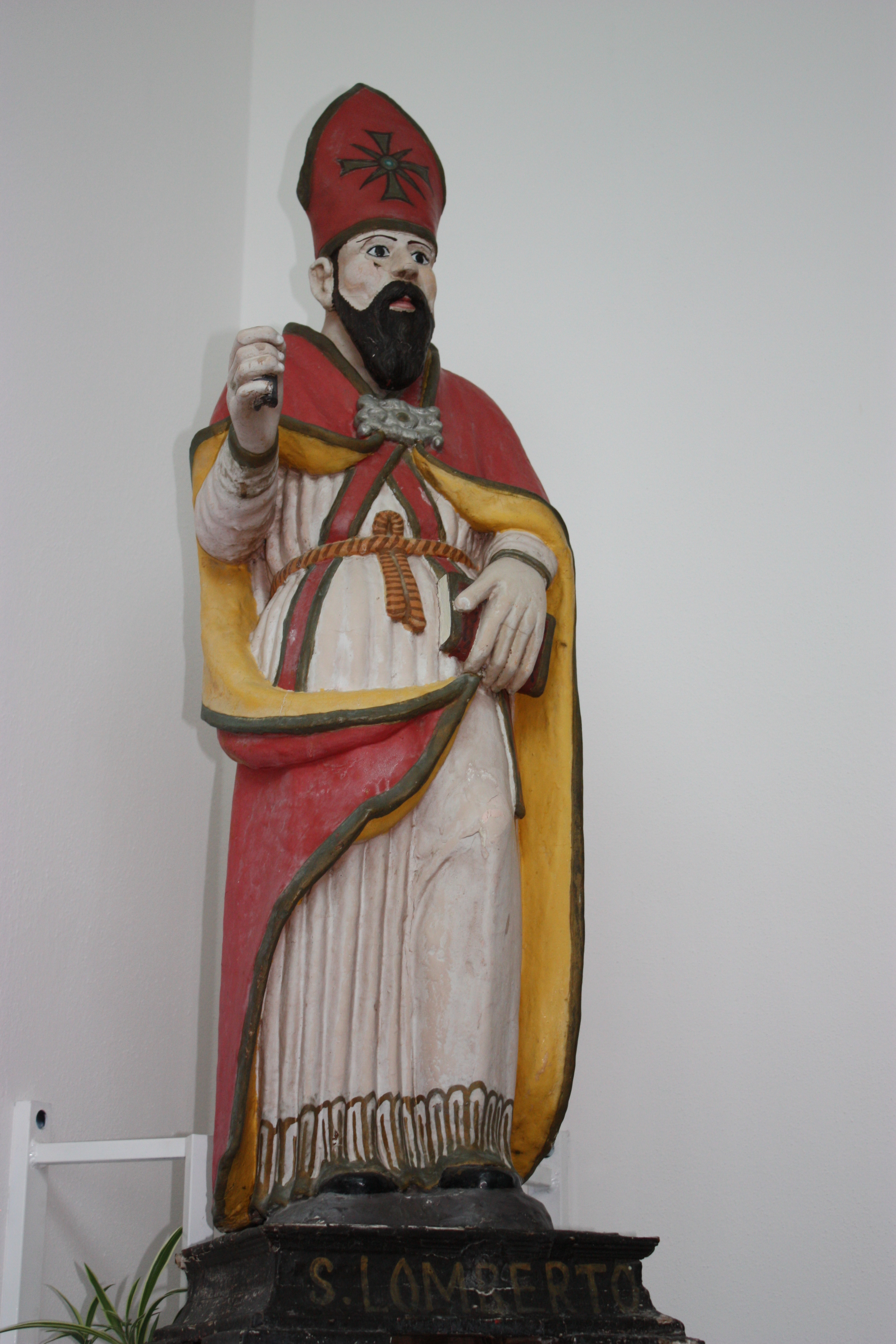
San Lamberto di Liegi (Santu Lumbertu) secolo XV. In mano non teneva il pastorale del vescovo ma la lancia del suo martirio. Infatti fu martirizzato con una lancia nella Cattedrale di Liegi. Sulla mitra è rappresentata la croce cistercense patente luminescente. Il simulacro con quello di Santa Cecila ("Santa Tzetzillia" in dorgalese) è visibile a Gonare nell'atrio dell'accesso secondario del Monastero delle Benedettine Trappiste di Dorgali

Nel centro urbano sono presenti varie targhe apposte dal comune a ricordo di questi monumenti scomparsi.
- Chiesa di Santa Cecilia e San Lamberto di Liegi, "Santu Lumbertu", il cistercense francese Lamberto di Liegi (secondo il locale monastero trappista) o il santo cistercense francese Roberto di Molesnes (secondo il locale inventario parrocchiale redatto dal notaio dorgalese Sebastiano Mele nel XVII secolo), esiste la struttura rovinosa trasformata in civile abitazione nella corte (ex casa Famiglia Fancello Cartutzu oggi Casa Nieddu) retrostante l'attuale Chiesa di Gonare. Nell'Inventario Parrocchiale del Rettore Cadoni (1781) viene definita parrocchiale. Infatti è probabile fungesse da parrocchia del borgo collocato nella odierna parte alta del paese, Gonarium (XIII secolo) o Corevoca (1324).
- Chiesa della Decapitazione (o Conversione?) di San Paolo Apostolo e dei Santi Eusebia Abadessa, Mauro Vescovo, questi ultimi due santi cistercensi francesi, e Bonaventura Dottore della Chiesa, isolato di "Matteu", incrocio Via Emilia, Via Mannu, Via Tola e Via Cerere. Queste due chiese erano collegate al Monastero medioevale di Gonare (o Corevoca) annesso alla chiesa dei santi Cecilia e Roberto di Molesmes.
- Chiesa dei Santi Cornelio e Cipriano, dotata di un campanile, di grandi dimensioni, fu parrocchia di Dorgali a partire dalla fine del secolo XIV e fino a tutto il secolo XVI, aveva un cimitero annesso ed era collocata nel quartiere di Sa Serra nel vecchio campo sportivo.
- Chiesa del Rosario e dell'omonima confraternita nel quartiere di Sa Porta in piazza Santa Caterina.
- Chiesa di Santa Croce e dell'omonima confraternita nel quartiere di Sa Porta in piazza Santa Caterina.
- Chiesa dei Santi Andrea (Sant'Andrea di Corte) e Marco (poi fu aggiunto in ultimo il simulacro di San Giovanni Battista, a volte rappresentato con un giglio (Su Lillu) in mano, dell'omonimo eremo quando lo stesso aveva cessato di esistere) nel quartiere di Sa Porta a piazza "Su Cucuru".
- Chiesa dei Santi Nicola e Sebastiano di Sena in Piazza dei Caduti già parrocchia nel XII secolo
- Eremo e Monastero di San Giovanni Battista (San Giovanni Battista "Su Lillu" o di Corte o di Lata) a "S'Eremu" in Via Dante, questo Eremo diede il nome al rio principale che passava a Corso Umberto e che attraversava a cielo aperto il paese fino alla seconda metà dell'Ottocento.
- ospedale medioevale di Sant'Antonio in Via Venezia, "Hospitalis Sancti Antoni", nel castro (ancora presente a Oristano, Bosa e Orosei con i quali quello coevo dorgalese era stato fondato da Padre Tibaldo nel secolo XIII).

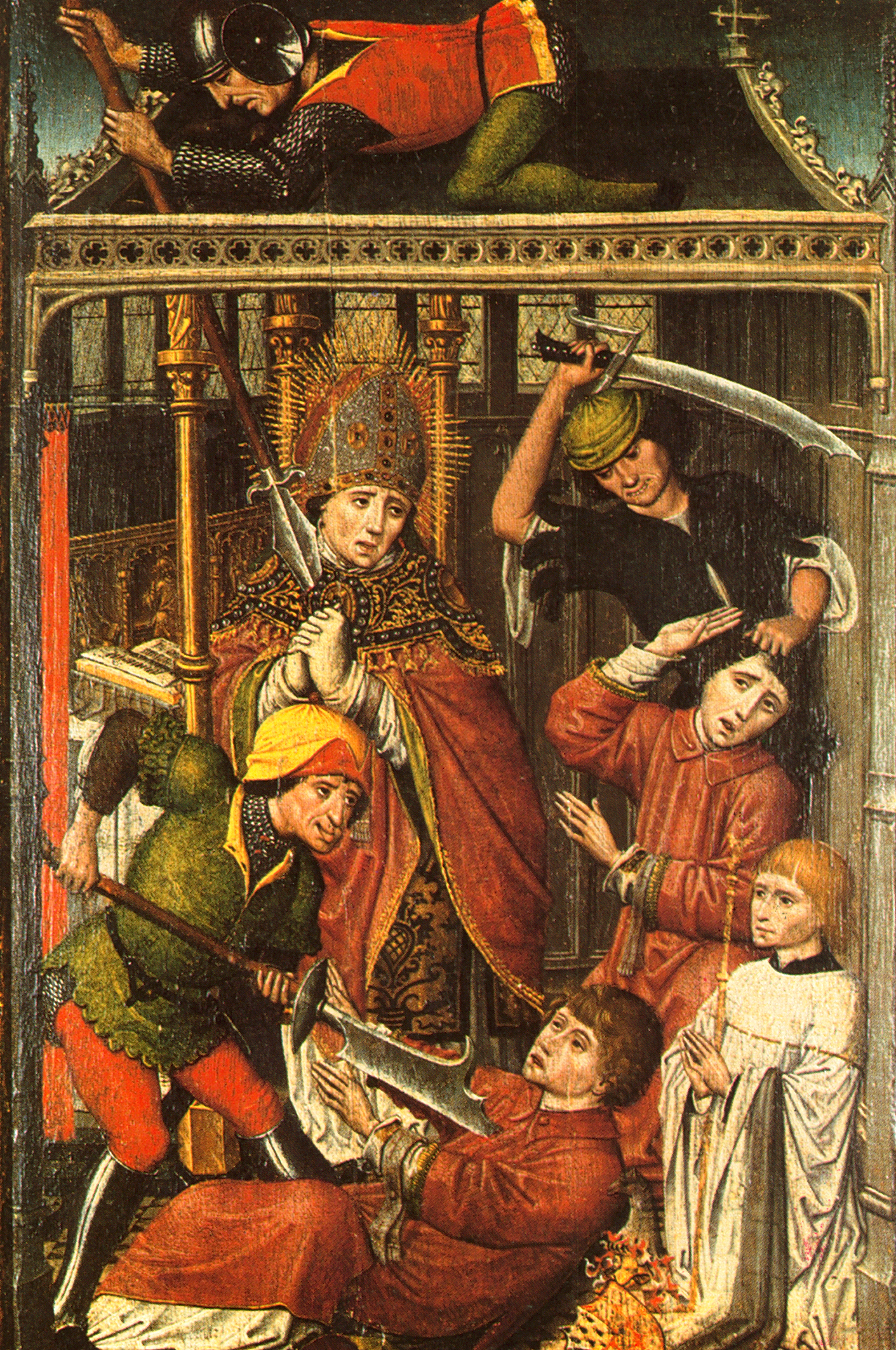
Il martirio di San Lamberto

- Romitorio e Convento nel castro di Sant'Antonio in Via del Pellegrino (casa Tzinu Lai).
- Monastero delle monache francescane alcantarine a Gorito fondato nel 1614 (data incisa sull'architrave del convento prima che venisse recentemente demolito) in Via Carlo Alberto (Isolato di Potita).
- Castro di Dorgali (Su Crastu de Sant'Antoni oggi Sa Serra[44] e Sa Porta e cioè tradotto in italiano le mura e la porta): le mura dell'antica fortificazione castrense di Dorgali correvano lungo le Vie: Roma, Vittorio Emanuele, Sassari, Montenero, Venezia, Pellegrino, Piazza delle Grazie. Il decumano coincideva circa con Via Garibaldi. La Porta (Sa Porta) principale rivolta a est era il principale accesso al castro fortificato ed era collocata nell'attuale Via Vittorio Emanuele, dove questa si incrocia con piazza Santa Caterina, e quindi sul retro dell'antica Chiesa del Rosario e di quella di Santa Croce. I rii di Sa Lepora e di San Giovanni Battista fungevano da fossati naturali difensivi rispettivamente a nord e a sud dell'antico castro medioevale di Dorgali.

Antichi ponti sul rio San Giovanni Battista (attuale Corso Umberto):
- Ponte di "Su Ponte" (con archi in granito fu costruito nel 1870 con la Statale 125 in Via Lamarmora-piazza Marconi).
- Ponte di "Su Rosariu" (era in legno in Via Vittorio Emanuele incrocio corso Umberto).
- Ponte di "Su Rettore" (era in legno in Via del Popolo e Via Concordia incrocio corso Umberto).
- Ponte di "'Emelone", o de Ghemelone o del Gimiglione (del pedaggio), era parte in legno e parte in muratura ubicato in Via del Popolo e Piazza dei Caduti incrocio corso Umberto, collegava Sena con il Castro.

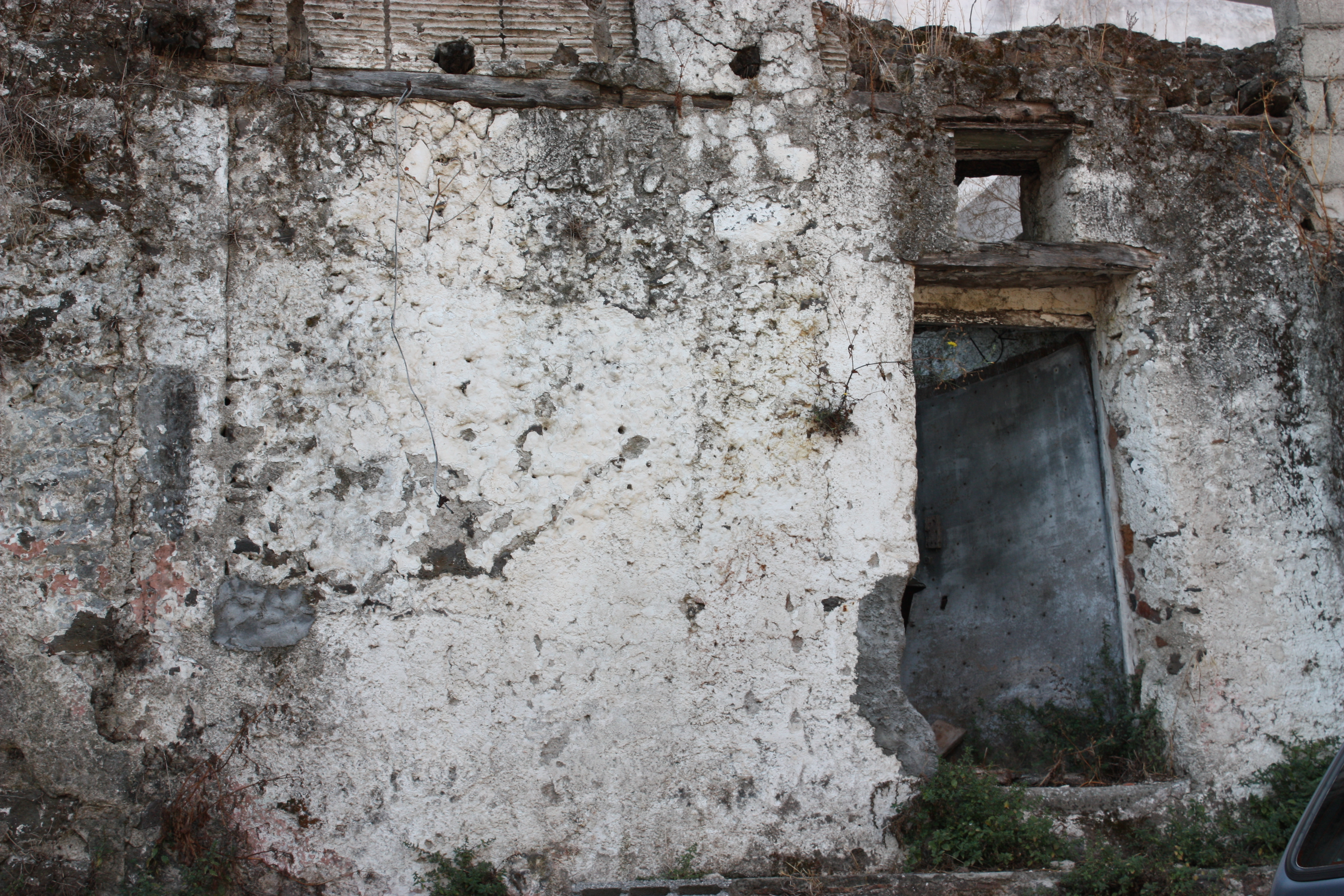
Romitorio (Ospizio dei Pellegrini) del Rione di "Sa Serra" (Il Castro) in Via del Pellegrino.

Nell'agro vi sono chiese ancora esistenti e ruderi di antichi monumenti:
- Ruderi della Chiesa romanica secolo XIII di San Pietro di Iloghe e di Biriddo a Iloghe (nelle vicinanze dell'incrocio della s.p. 38 con la strada comunale "Su Casteddu"). Nelle vicinanze, in agro di Oliena, era presente la chiesa di Santu Milianu (San Mamiliano Vescovo) già parrocchiale del paese scomparso di Golcone (località Corcodde).
- Ruderi della Chiesa romanica di San Basilio a Orrule presso la Caserma dei Carabinieri di Iloghe. Sempre nelle vicinanze i ruderi di San Giacomo. Questo culto di Santu Jacu (Santiago Matamoros) è presente soprattutto sulla costa a Sinicola centro, a Siniscola agro (antico borgo di Isteddu o Stelaya), a Orosei, a Torpè di Galtellì (centro scomparso nel 1610) e appunto a Orrule.
- Ruderi della Chiesa di San Giorgio e del Canonicato di Santa Cristina a Isalle (borgo scomparso nel 1609).
- Ruderi del Monastero e della Chiesa romanica restaurata nel secolo XIII dei Santi Elena e Costantino omonima collina a Iscopidana.
- Ruderi della Chiesa di San Timoteo Vescovo (Santu Tammeu o Mossen Tommeu per i locali) a Sos Mucarzos e Mossen Tommeu.
- Ruderi della Chiesa romanica secolo XIII di San Bartolomeo a Muru (Centrale Elettrica S.S. 125, agro di Galtellì ma appartenente alla forania della Parrocchia di Santa Caterina di Dorgali).
- Ruderi della Chiesa della Madonna di Loreto a Mulattai.
- Ruderi della Chiesa di Santa Anna dell'antico salto di Filine a Gorroppu.
- Ruderi della Caserma dei Vigili del Fuoco Romani della cittadina romana di Cares in località riu de Siddai (riu de Littu).
- Conci del Tempio romano di Minerva e Atena di Cares immediatamente a Nord di Dorgali (L'Annunciazione a Oroviddo).
- Conci della Mansio Romana di Viniolae in località Sos Mucarzos-Cucuti Nerva (Coactum Nervae: Recinto di Nerva).
- Ruderi della Cittadina Romana di Cartagine Sulcos (Sulcali o Thurcali) in località Nuraghe Mannu.
- Salto ecclesiale di Biriddo, del secolo XVI, citato nel libro dall'Alberti sulla Diocesi di Galtellì collocato nella palude di Biriddo e ricompreso dal Cedrino (già Riu Mannu nel Medioevo dove era presente il sito Perumas de Moro citato nel Catasto De Candia). In ultimo fu gestito dai gesuiti.
- La Chiesa di Santa Croce era collocata presso la S.S.125 Dorgali-Orosei in agro di Orosei. Era chiesa suffraganea della Chiesa di San Bartolomeo di Muru.

Nel XIII secolo erano presenti tre monasteri, in un centro del Giudicato di Gallura chiamato Castro, con i rispettivi ordini monastici:
- Monastero di Santa Maria (Itria n.d.e) ordine benedettino camaldolense.

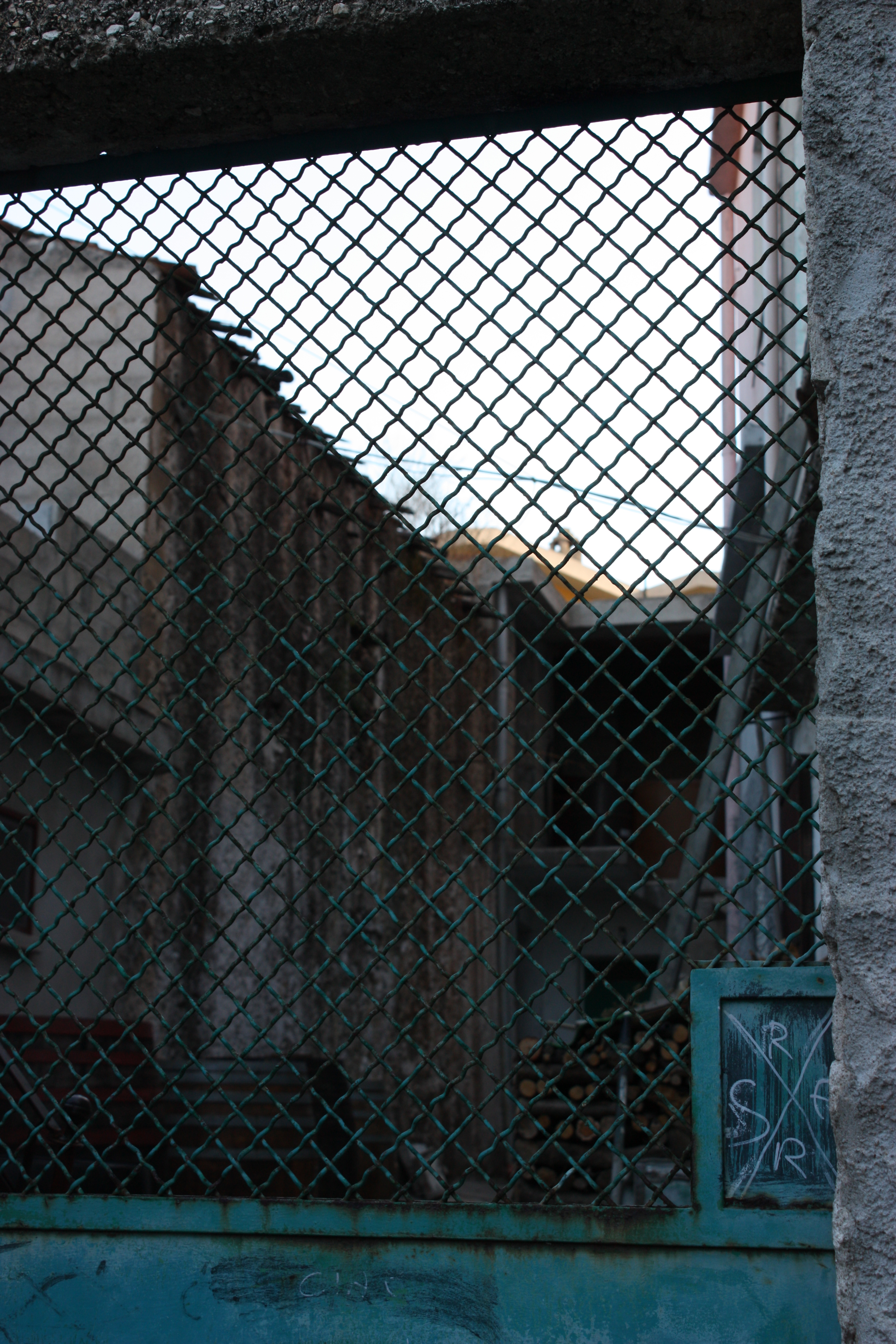
Ex Chiesa dei Santi Cecilia e Lamberto di Liegi (o San Roberto di Molesnes): dietro la grata a sinistra la struttura ecclesiale rovinosa inglobata da costruzioni successive. Una di queste ultime è addossata al frontale ancora chiaramente leggibile.

- Monastero di Sant'Antonio ordine benedettino cistercense (i cistercensi in genere erano i capellani degli ordini ospedalieri).
- Monastero di San Paolo Apostolo ordine monastico sconosciuto (vittorino-lerinense e cistercense n.d.e.).
- Il Convento di Sant'Antonio di Sa Serra e il Convento della Madonna di Orito a Dorgali. Con gli spagnoli gli antichi ordini religiosi benedettini furono sostituiti con ordini iberici. A Dorgali vi è la presenza del simulacro San Pasquale di Bayon nella Chiesa delle Grazie nei pressi del Convento di Sant'Antonio. La Madonna di Orito (che significa Loreto per gli spagnoli) era il nome dato dagli spagnoli al Convento della Madonna d'Itria da cui il nome del quartiere omonimo che era succeduto a Sena collocata un po' più a valle. Il simulacro di San Pietro di Alcantara è presente nella Chiesa di Santa Caterina. Si tratta di santi appartenenti ai frati minori francescani alcantarini. Il monastero principale nella Provincia di Alicante, di quest'ordine, che ricomprendeva la Sardegna, era “El Monasterio de San Pascual de Bayon y de la Virgen de Orito” nella “pedania” (pievania) di Orito nel Comune di Monforte del Cid nei pressi di Alicante e di Valencia in Spagna, questo monastero esiste ancora (a questi santi alcantarini si aggiunge a Dorgali la presenza di San Roque, di Santa Teresa d'Avila che fanno parte di questa tradizione iberica). Anche il sigillo francescano di Padre Castai ritrovato a Dorgali e custodito nel museo comunale nonché la presenza del simulacro di San Bonaventura, santo francescano, nella Chiesa di San Paolo, e di San Francesco d'Assisi nella Chiesa del Carmelo che era collegata al Monastero di Gorito, portano a ritenere che nel XVII secolo, in piena epoca spagnola, a Dorgali i monaci di San'Antonio e di Itria fossero frati minori francescani alcantarini. Oggi in due case private sono custoditi i simulacri della Madonna del Buon Cammino (N.S de Bonu Caminu o N.S del Buen Camino) e del Salvatore (Santu Cristos) già appartenuti ai monaci del monastero di Sant'Antonio. Un crocefisso medioevale sempre del monastero è stato murato in un'intercapedine di una casa privata. La presenza a Dorgali del simulacro della Madonna di Bonaria nel borgo di Gonare nella chiesa di Santa Maria e San'Angelo porta a ritenere che qui nel XVII secolo i monaci erano mercedari che dipendevano dal Monastero dei Mercedari di Galtellì inaugurato nel 1611. Questi monaci a Galtellì avevano ereditato l'antico monastero dei monaci francesi lerinensi di Santa Maria de Turris (oggi Santu Cristos) con il quale il Monastero di Gonare era collegato. Il Monastero e l'Eremo di San Giovanni Battista in Via Dante costituiva nel XIII secolo il quarto monastero dell'attuale cinta urbana di Dorgali e l'approdo costiero di San Giovanni Portu Nonu citato nelle collettorie pontificie del 1341 è collegato a questo cenobio la cui esistenza non si dovrebbe essere protratta in periodo spagnolo.
- Rettoria di Castro e di Scopeta. Nelle fonti ecclesiali risulta che la Rettoria di Santa Maria (Teotocos n.d.e.) del borgo di Castro era condivisa con il borgo di Scopeta (Iscopidana n.d.e.). In quest'ultimo borgo la chiesa principale secondo l'Alberti, che cita fonti ecclesiali, (ne Il Cristo di Galtellì) era dedicata a Sant'Elena.
- Chiesa di San Giovanni Portu Nonu. Per l'illustre Rettore P.M. Marcello storico archivista della Diocesi di Nuoro la Chiesa di Santu Juanni (Battista) Portu Nonu citata nelle collettorie pontificie del secolo XIV era sulla costa di Cala Gonone vicino alla fonte curativa di S'Abba Meica. Riguardo al sito di questa Chiesa costiera, pertanto riferibile a San Giovanni di Rodi (Santu Juanni de Orrodas), Battista, il cui nome era legato alla presenza delle navi dell'ordine ospedaliero omonimo. Si deve rimarcare che nel Catasto De Candia del 1846 è riportato il sito di riu Orrodas (il rio del canalone di Sos d'Orroles). Portu de Gononi è riportato nel Catasto De Candia nel 1846 presso La Favorita a Palmasera (già Pramaera nel 1846) nei pressi di Sos d'Orroles.
- Chiesa romana e bizantina della Teotocos di Thurcali e l'annesso monastero bizantino basiliano a Nuraghe Mannu era collocata nei pressi del nuraghe omonimo dove è stata trovata la lapide con la T della Teotocos.

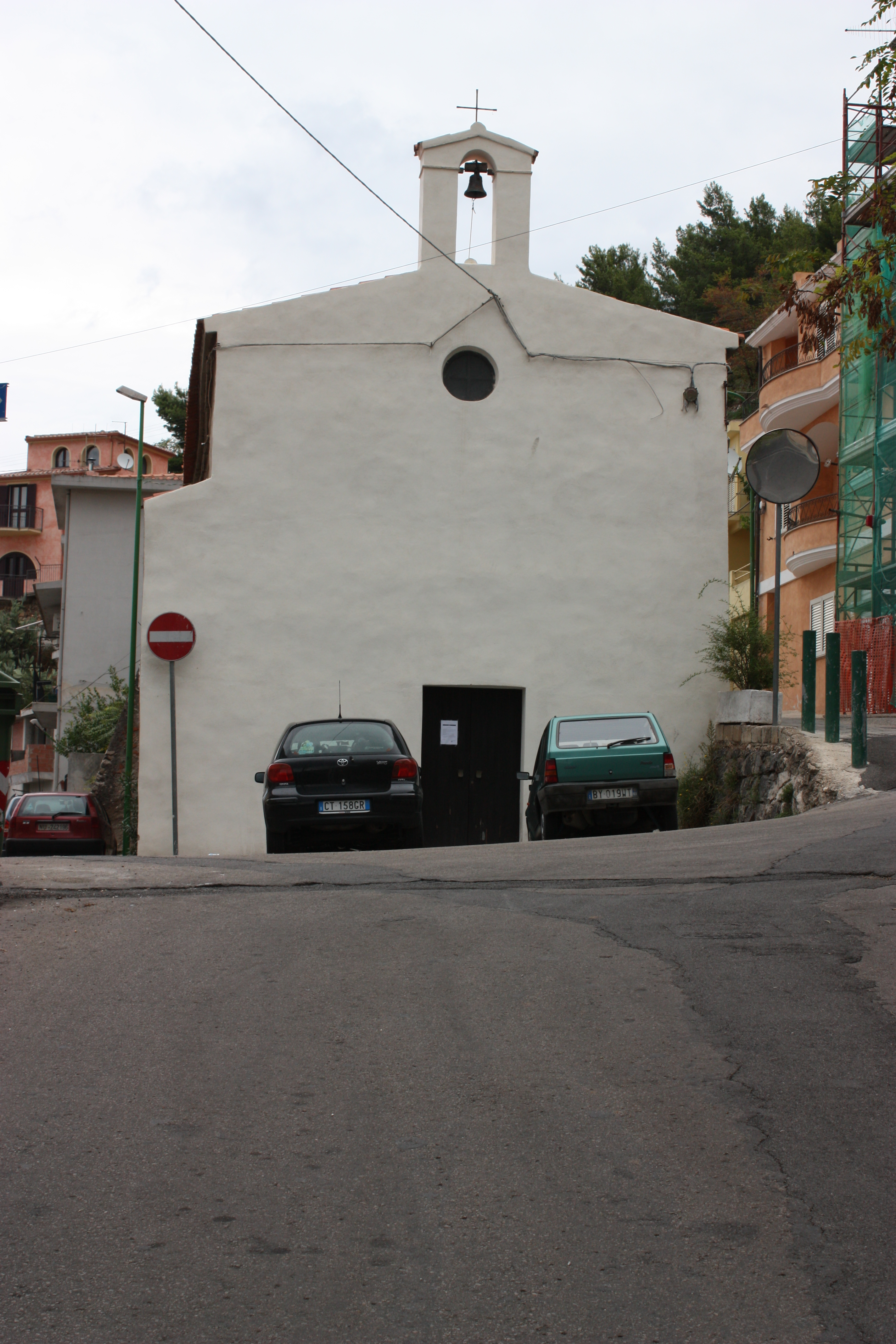
Santa Maria Maddalena e San Lucifero Vescovo nel Rione di "Sa Chejedda". La parte medioevale più antica è quella posteriore, la chiesa era allora a metà lunghezza dove era collocato il precedente frontale pisano del quale resta un pezzo conformato a contrafforte. La parte anteriore fu aggiunta con l'ampliamento del 1645.

- Chiesa di San Giovanni (Battista) Sulinu secolo XII e monastero annesso (Sulilu o Sollili o Ossillili o Ossilo o Offilo nella documentazione medioevale). Gestiva parte del Salto Jirifai e poteva essere ubicato o a Iloghe, a S'Ena de Sulinu o in un'altra parte dell'area dorgalese. San Giovanni di Sulilu infatti poteva essere collocato a Iloghe dove nel Catasto De Candia del 1846 sono riportati dei ruderi accompagnati dalla scritta Giovanni, oppure il vecchio nome del rio tombato nel 1870 in Corso Umberto a Dorgali e cioè "Rio di San Giovanni" tradirebbe la reale collocazione del Monastero di San Giovanni "Su Lillu" a "S'Eremu" in Via Dante a Dorgali, cosa riportata peraltro la tradizione orale che attesta la presenza di un antico monastero in questo attuale quartiere di Dorgali. Infatti il simulacro di San Giovanni Battista era collocato qui vicino nella Chiesa scomparsa dei Santi Andrea, Marco e Giovanni Battista in Piazza "Su Cucuru" a Dorgali. Inoltre questo territorio baroniese era interessato nel secolo XIV dalla presenza di una casa di ospedaliera (giovannita) quella San Giovanni di Lata che il Boscolo ritiene sia un mero errore materiale di trascrizione del termine Corte. Corte è una località ascrivibile all'agro dorgalese o alla stessa Dorgali. San Giovanni di Ossilo o Offilo (Ossillili) è segnalato come una casa di quest'ordine ospedaliero che quindi può aver preceduto i giovanniti[30].
- Chiesa di Santa Anastasia o Nastasia e monastero annesso poteva essere collocata nell'antica palude di Paule Marra de Janas (Sant'Anastasia di Marraiano nella documentazione medioevale) oggi Paule Marras e a Su Muristene (Il Monastero in italiano) a Iloghe.
- Chiesa di San Tommaso (Thomes) che per l'Alberti poteva essere collocata a Borroscai e a Sa Ena è Tomes nelle campagne di Orrule.